# Liste der Geotope im Landkreis Reutlingen
Diese sortierbare Liste der Geotope im Landkreis Reutlingen enthält die Geotope des baden-württembergischen Landkreises Reutlingen, die amtlichen Bezeichnungen für Namen und Nummern sowie deren geographische Lage. Die Geotope sind im Geotop-Kataster Baden-Württemberg dokumentiert und umfassen Aufschlüsse von Gesteinen, Böden, Mineralien und Fossilien sowie besondere Landschaftsteile.

## Liste
Im Landkreis sind 349 Geotope (Stand 27. September 2020) vom Landesamt für Geologie, Rohstoffe und Bergbau (LGRB) ausgewiesen:
| Steckbrief Nr. (PDF) | Name                                                                                                 | Geotoptyp                   | Gemeinde/Stadt, Gemarkung            | Koordinaten                     | Bild           | Bemerkungen |
| -------------------- | --- | --------------------------- | ------------------------------------ | ------------------------------- | -------------- | --- |
| 3351                 | Vulkanschlot, Quelle und Dolinen im Gewann Rübteile ca. 900 m NNE von Hengen                         | Vulkanschlot Quelle Dolinen | Bad Urach Gemarkung Hengen           | 48° 29′ 23,3″ N, 9° 28′ 7,3″ O  |                | Geologische Einheit: Hangende Bankkalk-Formation Status: geschützt Geotop-ID ND8415070                                                            |
| 3352                 | Dolinenfeld im Gewann Rübteile ca. 1000 m NE der Ortsmitte von Hengen                                | Dolinen                     | Bad Urach Gemarkung Hengen           | 48° 29′ 24,6″ N, 9° 28′ 13,6″ O |                | Geologische Einheit: Hangende Bankkalk-Formation Status: geschützt                                                                                |
| 3353                 | Kesselbergfelsen (Fuchsfelsen) an der Abzweigung des Brucktals vom Fischburgtal NNE von Seeburg      | Felsformation               | Bad Urach Gemarkung Hengen           | 48° 28′ 6,2″ N, 9° 28′ 28″ O    |                | Geologische Einheit: Massenkalk-Formation Status: geschützt (Naturdenkmal Fuchsfels (Kesselbergfels))                                             |
| 3354                 | Felsgruppe Hartbergfels unmittelbar nördl. und zu Beginn der Steige Seeburg-Wittlingen               | Felsformation               | Bad Urach Gemarkung Seeburg          | 48° 26′ 52,3″ N, 9° 27′ 27,5″ O |                | Geologische Einheit: Massenkalk-Formation Status: geschützt (Naturdenkmal Hartbergfels)                                                           |
| 3355                 | Felsgruppe Nägelesfelsen am nördlichen Ortsrand von Seeburg                                          | Felsformation               | Bad Urach Gemarkung Seeburg          | 48° 26′ 52,9″ N, 9° 27′ 41,1″ O |                | Geologische Einheit: Untere Felsenkalk-Formation Status: geschützt (Naturdenkmal Seeburger Nägelesfels)                                           |
| 3356                 | Schlupffelsen am Nordhang des Fischburgtals 500 m ENE von Seeburg                                    | Felsformation               | Bad Urach Gemarkung Seeburg          | 48° 26′ 58,3″ N, 9° 27′ 58,2″ O |                | Geologische Einheit: Untere Felsenkalk-Formation Status: geschützt (Naturdenkmal Schlupffels)                                                     |
| 3357                 | Felswand am östl. Ortsausgang von Seeburg im Fischbachtal                                            | Felsformation               | Bad Urach Gemarkung Seeburg          | 48° 26′ 55,8″ N, 9° 27′ 57,7″ O |                | Geologische Einheit: Kalktuff |
| 3358                 | Felsen Altes Weib am südlichen Talhang zum Fischburgtal 400 m E von Seeburg (Kirche)                 | Felsformation               | Bad Urach Gemarkung Seeburg          | 48° 26′ 51,9″ N, 9° 27′ 55,7″ O |                | Geologische Einheit: Untere Felsenkalk-Formation Status: geschützt Geotop-ID ND8415119                                                            |
| 3359                 | Felsgruppe Burgfelsen am Sporn des Burgbergs am Ortsausgang von Seeburg in Richtung Münsingen        | Felsformation               | Bad Urach Gemarkung Seeburg          | 48° 26′ 42,8″ N, 9° 27′ 26,9″ O |                | Geologische Einheit: Untere Felsenkalk-Formation Status: geschützt Geotop-ID ND8415116                                                            |
| 3360                 | Felsgruppe Hoher Fels am Westhang des Burgbergs von Seeburg an der Straße Seeburg-Münsingen          | Felsformation               | Bad Urach Gemarkung Seeburg          | 48° 26′ 34,2″ N, 9° 27′ 24,9″ O |                | Geologische Einheit: Untere Felsenkalk-Formation Status: geschützt (Naturdenkmal Hoher Fels)                                                      |
| 3361                 | Felsgruppe Uhenfels am Osthang zum Mühltal 450 m SE von Seeburg                                      | Felsformation               | Bad Urach Gemarkung Seeburg          | 48° 26′ 37″ N, 9° 27′ 50,2″ O   |                | Geologische Einheit: Massenkalk-Formation Status: geschützt (Naturdenkmal Uhenfels)                                                               |
| 3362                 | Felsgruppen am ob. W-Hang zum Ermstal 1200 m N von Sirchingen                                        | Felsformation               | Bad Urach Gemarkung Sirchingen       | 48° 28′ 8,4″ N, 9° 24′ 37″ O    |                | Geologische Einheit: Massenkalk-Formation Status: geschützt (Naturdenkmal Schorrenfels (Sirchinger Nadeln))                                       |
| 3363                 | Felsgalerie Kesselfels 1000 m ENE von Sirchingen                                                     | Felsformation Höhlen        | Bad Urach Gemarkung Sirchingen       | 48° 27′ 47,6″ N, 9° 25′ 5,3″ O  |                | Geologische Einheit: Massenkalk-Formation Status: geschützt (Naturdenkmal Haubelsloch (Kesselfelsen))                                             |
| 3364                 | Felsgalerie und Einzelfelsen 1200 m W von Seeburg                                                    | Felsformation               | Bad Urach Gemarkung Sirchingen       | 48° 27′ 5,4″ N, 9° 25′ 30,3″ O  |                | Geologische Einheit: Massenkalk-Formation Status: geschützt (Naturdenkmal Schlupffels/Enge)                                                       |
| 3365                 | Höhlen am Schorrenfelsen oberhalb der Sirchinger Steige ca. 1300 m N von Sirchingen                  | Höhle                       | Bad Urach Gemarkung Sirchingen       | 48° 28′ 8,4″ N, 9° 24′ 37″ O    |                | Geologische Einheit: Untere Felsenkalk-Formation Status: geschützt Geotop-ID ND8415062                                                            |
| 3366                 | Sirchinger Wasserfall ca. 900 m E von Sirchingen                                                     | Wasserfall                  | Bad Urach Gemarkung Sirchingen       | 48° 27′ 33,6″ N, 9° 25′ 15″ O   |                | Geologische Einheit: Quartär Status: geschützt Geotop-ID ND8415093                                                                                |
| 3367                 | Rappenfels 1000 m SSW von Hülben                                                                     | Felsformation Aufschluss    | Bad Urach                            | 48° 30′ 43,2″ N, 9° 24′ 14,6″ O |                | Geologische Einheit: Untere Felsenkalk-Formation Status: geschützt Geotop-ID ND8415026                                                            |
| 3368                 | Höhle Elsach-Bröller wenig SO der Falkensteiner Höhle SSW von Grabenstetten                          | Höhle                       | Bad Urach                            | 48° 30′ 46,5″ N, 9° 27′ 4,7″ O  |                | Geologische Einheit: Untere Felsenkalk-Formation Status: geschützt Geotop-ID ND8415032                                                            |
| 3369                 | Römersteinfelsen ca. 1600 m NE der Ortsmitte von Hülben                                              | Felsformation               | Bad Urach                            | 48° 31′ 50,3″ N, 9° 25′ 17,1″ O |                | Geologische Einheit: Untere Felsenkalk-Formation Status: geschützt Geotop-ID ND8415027                                                            |
| 3370                 | Nägelesfelsen und Höhlen NE von Bad Urach                                                            | Felsformation               | Bad Urach                            | 48° 30′ 11,1″ N, 9° 23′ 12″ O   |                | Geologische Einheit: Untere Felsenkalk-Formation Status: mit geschützt (NSG Nägelesfelsen)                                                        |
| 3371                 | Uracher Höllenlöcher mit Höllochschacht an der Eichhalde ca. 1000 m NW von Bad Urach                 | Landschaftselement          | Bad Urach                            | 48° 30′ 10,5″ N, 9° 23′ 11,2″ O |                | Geologische Einheit: Untere Felsenkalk-Formation Status: mit geschützt (NSG Nägelesfelsen)                                                        |
| 3372                 | Steinschlaghöhle                                                                                     | Höhle                       | Bad Urach                            | 48° 30′ 10,2″ N, 9° 23′ 16,9″ O |                | Geologische Einheit: Untere Felsenkalk-Formation Status: mit geschützt (NSG Nägelesfelsen)                                                        |
| 3373                 | Gütersteiner Wasserfall ca. 500 m E vom Fohlenhof                                                    | Wasserfall                  | Bad Urach                            | 48° 29′ 23,6″ N, 9° 21′ 5″ O    |                | Geologische Einheit: Untere Felsenkalk-Formation mit geschützt (NSG Rutschen)                                                                     |
| 3374                 | Felsreihe Nördlicher Eppenzillfelsen am östlichen Talschluss des Brühlbachtals                       | Felsformation               | Bad Urach                            | 48° 29′ 0″ N, 9° 22′ 27,7″ O    |                | Geologische Einheit: Massenkalk-Formation Status: geschützt (Naturdenkmal Nördlicher Eppenzillfelsen)                                             |
| 3375                 | Hanner Felsen                                                                                        | Felsformation               | Bad Urach                            | 48° 29′ 19,2″ N, 9° 23′ 23,8″ O |                | Geologische Einheit: Massenkalk-Formation Status: geschützt Geotop-ID ND8415101                                                                   |
| 3376                 | Felsen an der Hannersteige von der obersten Spitzkehre 600 m nach SW                                 | Felsformation               | Bad Urach                            | 48° 29′ 0,4″ N, 9° 23′ 36,8″ O  |                | Geologische Einheit: Massenkalk-Formation Status: geschützt (Naturdenkmal Fels an der Hannersteige)                                               |
| 3377                 | Felsgalerie und Felsen am oberen W- und NW-Hang des Hochbergs 900 m ESE von Bad Urach                | Felsformation               | Bad Urach                            | 48° 29′ 4,8″ N, 9° 24′ 31,9″ O  |                | Geologische Einheit: Massenkalk-Formation Zementmergel-Formation Hangende Bankkalk-Formation Status: geschützt (Naturdenkmal Hochbergfels)        |
| 3379                 | Kunstmühlefelsen ca. 1500 m SE von Bad Urach                                                         | Felsformation               | Bad Urach                            | 48° 28′ 50,8″ N, 9° 24′ 34,2″ O |                | Geologische Einheit: Massenkalk-Formation Status: geschützt (Naturdenkmal Kunstmühlefels)                                                         |
| 3380                 | Hartbergfelsen 300 m E des Kunstmühlefelsens knapp 2000 m SE von Bad Urach                           | Felsformation               | Bad Urach                            | 48° 28′ 49,5″ N, 9° 24′ 51,2″ O |                | Geologische Einheit: Massenkalk-Formation Status: geschützt (Naturdenkmal Hardtbergfels)                                                          |
| 3381                 | Felsgruppen über der B 28 E von Bad Urach-Blaubeuren 1800 m E von Bad Urach                          | Felsformation               | Bad Urach                            | 48° 29′ 29,2″ N, 9° 25′ 17,9″ O |                | Geologische Einheit: Massenkalk-Formation Status: geschützt (Naturdenkmal Westlicher Wölflingfelsen)                                              |
| 3382                 | Wölflinsfelsen über der B 28 Bad Urach-Blaubeuren 2000 m ESE von Bad Urach                           | Felsformation               | Bad Urach                            | 48° 29′ 20,1″ N, 9° 25′ 31,9″ O |                | Geologische Einheit: Massenkalk-Formation Status: geschützt (Naturdenkmal Östlicher Wölflingfels)                                                 |
| 3383                 | Felsgalerie Nördliche Schorrenwand an der Kante zum Ermstal 1800 m NNW von Sirchingen                | Felsformation               | Bad Urach                            | 48° 28′ 26″ N, 9° 24′ 11,6″ O   |                | Geologische Einheit: Massenkalk-Formation Status: geschützt (Naturdenkmal Nördlicher Schorrenwand)                                                |
| 3384                 | Felsgalerie Südliche Schorrenwand an der Kante zum Ermstal 1600 m N von Sirchingen                   | Felsformation               | Bad Urach                            | 48° 28′ 17,5″ N, 9° 24′ 19,8″ O |                | Geologische Einheit: Massenkalk-Formation Status: geschützt (Naturdenkmal Südliche Schorrenwand)                                                  |
| 3385                 | Felsgruppen Jägerhausfelsen im Ermstal 1000 m NW der Ruine Hohenwittlingen                           | Felsformation               | Bad Urach                            | 48° 28′ 31″ N, 9° 24′ 51,1″ O   |                | Geologische Einheit: Massenkalk-Formation Status: geschützt (Naturdenkmal Nordwestlicher Jägerhausfels)                                           |
| 3386                 | Felsgruppen im Ermstal 600 m NW der Ruine Hohenwittlingen                                            | Felsformation               | Bad Urach                            | 48° 28′ 27,1″ N, 9° 25′ 6,1″ O  |                | Geologische Einheit: Massenkalk-Formation Status: geschützt (Naturdenkmal Südlicher Jägerhausfelsen)                                              |
| 3387                 | Große und Kleine Elefantenhöhle beim Uracher Wasserfall                                              | Höhle                       | Bad Urach                            | 48° 28′ 57,5″ N, 9° 22′ 2,8″ O  |                | Geologische Einheit: Quartär Status: mit geschützt (NSG Rutschen)                                                                                 |
| 3388                 | Quellen des Uracher Wasserfalls ca. 2500 m SW von Bad Urach                                          | Quelle                      | Bad Urach                            | 48° 28′ 51,6″ N, 9° 21′ 59″ O   |                | Geologische Einheit: Grenze Impressamergel-Formation Untere Felsenkalk-Formation Status: mit geschützt (NSG Rutschen)                             |
| 3389                 | Uracher Wasserfall                                                                                   | Wasserfall                  | Bad Urach                            | 48° 28′ 56″ N, 9° 22′ 4,3″ O    |                | Geologische Einheit: Quartär Status: mit geschützt (NSG Rutschen)                                                                                 |
| 3390                 | Aufg. Steinbruch Fohlensteige                                                                        | Aufschluss                  | Bad Urach                            | 48° 29′ 11,4″ N, 9° 21′ 18,6″ O |                | Geologische Einheit: Untere Felsenkalk-Formation Status: mit geschützt (NSG Rutschen)                                                             |
| 3391                 | Wassersteinhöhle ca. 1900 m NW der Ortsmitte von Wittlingen                                          | Höhle                       | Bad Urach Gemarkung Wittlingen       | 48° 28′ 52,8″ N, 9° 25′ 36,1″ O |                | Geologische Einheit: Massenkalk-Formation Status: geschützt Geotop-ID ND8415110                                                                   |
| 3392                 | Mockenrainfels ca. 600 m N der Ruine Hohenwittlingen                                                 | Felsformation               | Bad Urach Gemarkung Wittlingen       | 48° 28′ 24,7″ N, 9° 25′ 18,3″ O |                | Geologische Einheit: Massenkalk-Formation Status: geschützt Geotop-ID ND8415127                                                                   |
| 3393                 | Felsen Rechter Wittlinger und Steffesloch unterhalb der Ruine Hohenwittlingen                        | Felsformation Höhle         | Bad Urach Gemarkung Wittlingen       | 48° 28′ 9,8″ N, 9° 25′ 22,1″ O  |                | Geologische Einheit: Massenkalk-Formation Status: geschützt (Naturdenkmal Rechter Wittlinger)                                                     |
| 3394                 | Schillerhöhle und Felsgruppe am Nordhang der Ruine Hohenwittlingen zum Föhrental                     | Höhle                       | Bad Urach Gemarkung Wittlingen       | 48° 28′ 11,1″ N, 9° 25′ 35,7″ O |                | Geologische Einheit: Massenkalk-Formation Status: geschützt Geotop-ID ND8415072                                                                   |
| 3395                 | Felsgruppe Wolfsschluchtfelsen 500 m E der Ruine Hohenwittlingen                                     | Felsformation               | Bad Urach Gemarkung Wittlingen       | 48° 28′ 9,2″ N, 9° 25′ 50,3″ O  |                | Geologische Einheit: Massenkalk-Formation Status: geschützt Geotop-ID ND8415066                                                                   |
| 3396                 | Felsgruppe Torstein am östl. ob. Talhang zum Ermstal 280 m ESE der Ruine Hohenwittlingen             | Felsformation               | Bad Urach Gemarkung Wittlingen       | 48° 28′ 1,1″ N, 9° 25′ 30,3″ O  |                | Geologische Einheit: Massenkalk-Formation Status: geschützt (Naturdenkmal Torstein)                                                               |
| 3397                 | Felsgruppe mit Georgennadel 400 m ESE der Ruine Hohenwittlingen                                      | Felsformation               | Bad Urach Gemarkung Wittlingen       | 48° 27′ 57,2″ N, 9° 25′ 32,7″ O |                | Geologische Einheit: Massenkalk-Formation Status: geschützt Geotop-ID ND8415135                                                                   |
| 3398                 | Felsreihe Nördlicher Buckfels am ob. E-Hang zum Ermstal 600 m SSE der Ruine Hohenwittlingen          | Felsformation               | Bad Urach Gemarkung Wittlingen       | 48° 27′ 50,4″ N, 9° 25′ 33,1″ O |                | Geologische Einheit: Massenkalk-Formation Status: geschützt (Naturdenkmal Nördlicher Buckfels)                                                    |
| 3399                 | Baachquelle im Oberen Fischburger Tal W der Talgabelung zum Brucktal                                 | Quelle                      | Bad Urach Gemarkung Wittlingen       | 48° 28′ 1,7″ N, 9° 28′ 23,1″ O  |                | Geologische Einheit: Untere Felsenkalk-Formation Status: geschützt Geotop-ID ND8415091                                                            |
| 3400                 | Rappenfelsen W unterhalb von Aglishardt                                                              | Felsformation               | Gutsbezirk Münsingen                 | 48° 28′ 24,3″ N, 9° 29′ 44,6″ O |                | Geologische Einheit: Untere Felsenkalk-Formation Status: geschützt (Naturdenkmal Rappenfels)                                                      |
| 3401                 | Felsreihe Südlicher Buckfels m ob. E-Hang zum Ermstal 1000 m SSE der Ruine Hohenwittlingen           | Felsformation               | Bad Urach Gemarkung Wittlingen       | 48° 27′ 37,4″ N, 9° 25′ 34,9″ O |                | Geologische Einheit: Massenkalk-Formation Status: geschützt (Naturdenkmal Südlicher Buckfels)                                                     |
| 3402                 | Felsgruppe Geschlitzter Fels am rechten Hang zum Ermstal 1600 m SW von Wittlingen                    | Felsformation               | Bad Urach Gemarkung Wittlingen       | 48° 27′ 27″ N, 9° 25′ 41,7″ O   |                | Geologische Einheit: Obere Felsenkalk-Formation Status: geschützt (Naturdenkmal Geschlitzter Fels)                                                |
| 3403                 | Felsgruppe Ruine-Baldeck-Felsen und Felstor rechts der Erms 2500 m WNW von Seeburg                   | Felsformation               | Bad Urach Gemarkung Wittlingen       | 48° 27′ 19,6″ N, 9° 25′ 37,2″ O |                | Geologische Einheit: Grenzbereich Untere Felsenkalk-Formation Obere Felsenkalk-Formation Status: geschützt (Naturdenkmal Ruine Baldeck)           |
| 3404                 | Rabenfelsen beim Pumpwerk Enge 2400 m WNW von Seeburg                                                | Felsformation               | Bad Urach Gemarkung Wittlingen       | 48° 27′ 10,5″ N, 9° 25′ 50,3″ O |                | Geologische Einheit: Untere Felsenkalk-Formation Status: geschützt (Naturdenkmal Rabenfels (Pumpwerkfels))                                        |
| 3405                 | Jakobsbrunnen ca. 1500 m S der Ortsmitte von Wittlingen                                              | Quelle                      | Bad Urach Gemarkung Wittlingen       | 48° 27′ 16,9″ N, 9° 26′ 37,8″ O |                | Geologische Einheit: Liegende Bankkalk-Formation Status: geschützt Geotop-ID ND8415090                                                            |
| 3406                 | Felsgruppe Hesselfels im Seitental des Ermstals zum Fleinsbrunnen 900 m NW von Seeburg               | Felsformation               | Bad Urach Gemarkung Wittlingen       | 48° 27′ 6,7″ N, 9° 27′ 2,8″ O   |                | Geologische Einheit: Untere Felsenkalk-Formation Status: geschützt (Naturdenkmal Hesselfels)                                                      |
| 3407                 | Felsgruppe Schwanenbergfelsen am W-Hang zum Fischburgtal 1500 m NE von Seeburg                       | Felsformation               | Bad Urach Gemarkung Wittlingen       | 48° 27′ 23,5″ N, 9° 28′ 20,3″ O |                | Geologische Einheit: Untere Felsenkalk-Formation Status: geschützt (Naturdenkmal Schwanenbergfels (Schafwäschefels))                              |
| 3408                 | Maar Hirnkopf SE Hengen                                                                              | Vulkanschlot                | Bad Urach Gemarkung Wittlingen       | 48° 28′ 3,7″ N, 9° 27′ 55,9″ O  |                | Geologische Einheit: Massenkalk-Formation Status: geschützt Geotop-ID ND8415153                                                                   |
| 3409                 | Olgafels unterhalb vom Segelfluggelände am Roßberg                                                   | Felsformation               | Dettingen an der Erms                | 48° 30′ 48″ N, 9° 19′ 46,2″ O   |                | Geologische Einheit: Obere Felsenkalk-Formation Status: geschützt (Naturdenkmal Olgafels)                                                         |
| 3410                 | Calverbühl ca. 1000 m S von Dettingen a. d. Erms am W-Hang des Ermstals                              | Vulkanschlot                | Dettingen an der Erms                | 48° 31′ 21,2″ N, 9° 20′ 36,6″ O |                | Geologische Einheit: siehe Schwäbischer Vulkan Status: geschützt (Naturdenkmal Calver Bühl)                                                       |
| 3411                 | Griesinger Fels am NNW-Roßbergoberhang S von Dettingen                                               | Felsformation               | Dettingen an der Erms                | 48° 31′ 2,1″ N, 9° 20′ 6,8″ O   |                | Geologische Einheit: Obere Felsenkalk-Formation Status: geschützt (Naturdenkmal Griesinger Fels)                                                  |
| 3412                 | Felsenreihe Sechs Namenlose am NNW-Roßbergoberhang S von Dettingen                                   | Felsformation               | Dettingen an der Erms                | 48° 30′ 57,6″ N, 9° 19′ 58,9″ O |                | Geologische Einheit: Obere Felsenkalk-Formation Status: geschützt (Naturdenkmal Sechs Namenlose)                                                  |
| 3413                 | Alter Sonnenfels ca. 1800 m S von Dettingen                                                          | Felsformation               | Dettingen an der Erms                | 48° 30′ 54,3″ N, 9° 20′ 34″ O   |                | Geologische Einheit: Status: geschützt (Naturdenkmal Alter Sonnenfels)                                                                            |
| 3414                 | Gönningers Höhle an der Basis der Traufkante 300 m SSE der Höllenlöcher                              | Höhle                       | Dettingen an der Erms                | 48° 30′ 32,2″ N, 9° 20′ 52,1″ O |                | Geologische Einheit: Untere Felsenkalk-Formation Status: mit geschützt (NSG Rutschen)                                                             |
| 3415                 | Dettinger Höllenlöcher ca. 2000 m S von Dettingen                                                    | Abrisskluft                 | Dettingen an der Erms                | 48° 30′ 43,6″ N, 9° 20′ 43,7″ O |                | Geologische Einheit: Untere Felsenkalk-Formation Status: mit geschützt (NSG Rutschen)                                                             |
| 3416                 | Windkellerhöhle ca. 2200 m S von Dettingen                                                           | Höhle                       | Dettingen an der Erms                | 48° 30′ 38,7″ N, 9° 20′ 47,5″ O |                | Geologische Einheit: Untere Felsenkalk-Formation Status: mit geschützt (NSG Rutschen)                                                             |
| 3417                 | Vulkanschlot Kleinengstingen und Sauerbrunnen im Ortsbereich von Kleinengstingen                     | Vulkanschlot Quelle         | Engstingen Gemarkung Kleinengstingen | 48° 23′ 7,2″ N, 9° 17′ 52,9″ O  |                | Geologische Einheit: Basalttuff Status: geschützt (Naturdenkmal Sauerbrunnen)                                                                     |
| 3418                 | Aufg. Sandgrube 1000 m von Eningen im Gewann Bürzlen beim Naturfreundehaus                           | Vulkanschlot                | Eningen unter Achalm                 | 48° 28′ 56,2″ N, 9° 16′ 20,9″ O |                | Geologische Einheit: siehe Schwäbischer Vulkan Status: geschützt (Naturdenkmal Vulkanembryo)                                                      |
| 3419                 | Höhle "Eisenlochbröller" ca. 750 m NW vom Albgut Lindenhof                                           | Höhle                       | Eningen unter Achalm                 | 48° 28′ 35″ N, 9° 17′ 15,4″ O   |                | Geologische Einheit: Obere Felsenkalk-Formation Status: geschützt (Naturdenkmal Eisenlochquelle)                                                  |
| 3420                 | Arbachquelle ca. 900 m WSW vom Albgut Lindenhof                                                      | Quelle                      | Eningen unter Achalm                 | 48° 28′ 8,4″ N, 9° 17′ 43,9″ O  |                | Geologische Einheit: Wohlgeschichtete Kalk-Formation Status: geschützt (Naturdenkmal Arbachquelle)                                                |
| 3421                 | Hänge 700 m NW von Eningen bei eingezeichneter Quelle                                                | Landschaftselement          | Eningen unter Achalm                 | 48° 29′ 35,2″ N, 9° 15′ 7,1″ O  |                | Geologische Einheit: Obere Felsenkalk-Formation Status: mit geschützt (NSG Wagenhals)                                                             |
| 3422                 | Ottilienloch (Konstelesloch) am S-Hang zum Pfaffental 1400 m SSW von Dapfen                          | Höhle                       | Gomadingen Gemarkung Dapfen          | 48° 21′ 52,7″ N, 9° 25′ 7,8″ O  |                | Geologische Einheit: Grenzbereich Untere Felsenkalk-Formation Obere Felsenkalk-Formation Status: geschützt Geotop-ID ND8415138                    |
| 3423                 | Falkensteiner Höhle ca. 1300 m SW von Grabenstetten                                                  | Höhle                       | Grabenstetten                        | 48° 30′ 50,7″ N, 9° 27′ 9,6″ O  |                | Geologische Einheit: Untere Felsenkalk-Formation Status: geschützt Geotop-ID ND8415031                                                            |
| 3424                 | Gustav-Jakobhöhle unterh. der Ruine Hofen E von Grabenstetten                                        | Höhle                       | Grabenstetten                        | 48° 31′ 16,2″ N, 9° 28′ 30,3″ O |                | Geologische Einheit: Obere Felsenkalk-Formation Status: mit geschützt (NSG Oberes Lenninger Tal mit Seitentälern)                                 |
| 3425                 | Hofener Höhle ca. 1000 m ESE der Ortsmitte von Grabenstetten                                         | Höhle                       | Grabenstetten                        | 48° 31′ 15,6″ N, 9° 28′ 30,8″ O |                | Geologische Einheit: Liegende Bankkalk-Formation Status: mit geschützt (NSG Oberes Lenninger Tal mit Seitentälern)                                |
| 3426                 | Doline im Gewann Birkenweide ca. 1500 m N von Grabenstetten                                          | Doline                      | Grabenstetten                        | 48° 32′ 14,5″ N, 9° 27′ 13,3″ O |                | Geologische Einheit: Untere Felsenkalk-Formation Status: geschützt Geotop-ID ND8415041                                                            |
| 3427                 | Maar im Gewann Ludwigsgrube ca. 1200 m N von Grabenstetten                                           | Vulkanschlot                | Grabenstetten                        | 48° 32′ 6,6″ N, 9° 27′ 34,7″ O  |                | Geologische Einheit: siehe Schwäbischer Vulkan Status: geschützt Geotop-ID ND8415078                                                              |
| 3428                 | Talhoffelstor SE von Grabenstetten                                                                   | Höhle                       | Grabenstetten                        | 48° 31′ 10,8″ N, 9° 28′ 15,6″ O |                | Geologische Einheit: Untere Felsenkalk-Formation Status: mit geschützt (NSG Oberes Lenninger Tal mit Seitentälern)                                |
| 3429                 | Felsgruppe und Höhlen Ochsenlöcher ca. 600 m S der Ruine Schülzburg (Anhausen)                       | Felsformation Höhlen        | Hayingen Gemarkung Anhausen          | 48° 17′ 4,8″ N, 9° 30′ 15,9″ O  |                | Geologische Einheit: Untere Felsenkalk-Formation Status: geschützt Geotop-ID ND8415037                                                            |
| 3430                 | Schwarzlochfelsen mit Höhlen am E-Talhang der Großen Lauter 2300 m WNW von Erbstetten                | Felsformation Höhlen        | Hayingen Gemarkung Anhausen          | 48° 16′ 57,1″ N, 9° 30′ 32,8″ O |                | Geologische Einheit: Untere Felsenkalk-Formation Status: geschützt Geotop-ID ND8415016                                                            |
| 3431                 | Pfaffenstein ca. 2000 m W von Erbstetten                                                             | Felsformation               | Hayingen Gemarkung Anhausen          | 48° 16′ 50,9″ N, 9° 30′ 50,2″ O |                | Geologische Einheit: Untere Felsenkalk-Formation Status: geschützt Geotop-ID ND8415017                                                            |
| 3432                 | Bärenhöhle im Glastal 250 m W vom Lämmerstein                                                        | Höhle                       | Hayingen                             | 48° 16′ 24,2″ N, 9° 26′ 18,8″ O |                | Geologische Einheit: Untere Felsenkalk-Formation Status: geschützt Geotop-ID ND8415035                                                            |
| 3433                 | Lämmerstein am E-Hang zum Glastal 2600 m W von Hayingen                                              | Höhle                       | Hayingen                             | 48° 16′ 24,1″ N, 9° 26′ 31,2″ O |                | Geologische Einheit: Untere Felsenkalk-Formation Status: geschützt Geotop-ID ND8415015                                                            |
| 3434                 | Friedrichshöhle (Wimsener Höhle) bei Hayingen-Wimsen                                                 | Höhle                       | Hayingen                             | 48° 15′ 25,8″ N, 9° 26′ 53,7″ O |                | Geologische Einheit: Massenkalk-Formation Status: geschützt (Naturdenkmal Wimsener Höhle)                                                         |
| 3435                 | Glashöhle im Glastal ca. 2700 m W von Hayingen                                                       | Höhle                       | Hayingen                             | 48° 16′ 22,2″ N, 9° 26′ 25,1″ O |                | Geologische Einheit: Untere Felsenkalk-Formation Status: geschützt Geotop-ID ND8415036                                                            |
| 3436                 | Gerberhöhle                                                                                          | Höhle                       | Hayingen                             | 48° 17′ 14,8″ N, 9° 29′ 44,9″ O |                | Geologische Einheit: Massenkalk-Formation Status: geschützt Geotop-ID ND8415071                                                                   |
| 3437                 | Felsriegel im Lautertal ca. 500 m N von Indelhausen                                                  | Felsformation               | Hayingen Gemarkung Indelhausen       | 48° 17′ 53,2″ N, 9° 29′ 34,6″ O |                | Geologische Einheit: Untere Felsenkalk-Formation Status: geschützt Geotop-ID ND8415018                                                            |
| 3438                 | Bettelmannshöhle E der Straße und 300 m SE von Schloss Derneck                                       | Höhle                       | Hayingen Gemarkung Münzdorf          | 48° 18′ 28,7″ N, 9° 30′ 1,7″ O  |                | Geologische Einheit: Untere Felsenkalk-Formation Status: geschützt Geotop-ID ND8415038                                                            |
| 3439                 | Felsen am Krähenberg ca. 400 m S von Eglingen                                                        | Felsformation               | Hohenstein Gemarkung Eglingen        | 48° 20′ 47,6″ N, 9° 25′ 34,4″ O |                | Geologische Einheit: Massenkalk-Formation Status: mit geschützt (NSG Krähberg-Kapellenberg)                                                       |
| 3440                 | Felskuppe des Feldsteins ca. 760 m SSE von Meidelstetten                                             | Landschaftselement          | Hohenstein Gemarkung Meidelstetten   | 48° 20′ 17,5″ N, 9° 18′ 39″ O   |                | Geologische Einheit: Untere Felsenkalk-Formation Status: geschützt Geotop-ID ND8415137                                                            |
| 3442                 | Hülbener Tropfsteinhöhle am westlichen Ortsausgang von Hülben                                        | Höhle                       | Hülben                               | 48° 31′ 3″ N, 9° 23′ 53,4″ O    |                | Geologische Einheit: Untere Felsenkalk-Formation Status: geschützt Geotop-ID ND8415039                                                            |
| 3443                 | Felskranz Burgholz am östl. Hang über der Holzelfinger Steige 300 m NW von Holzelfingen              | Felsformation               | Lichtenstein Gemarkung Holzelfingen  | 48° 25′ 52″ N, 9° 16′ 8,3″ O    |                | Geologische Einheit: Massenkalk-Formation Status: geschützt Geotop-ID ND8415048                                                                   |
| 3444                 | Tuffhöhle Honau beim Friedhof Honau                                                                  | Höhle                       | Lichtenstein Gemarkung Honau         | 48° 24′ 43,7″ N, 9° 15′ 33,6″ O |                | Geologische Einheit: Kalktuff Status: geschützt (Naturdenkmal Tuffhöhle Honau)                                                                    |
| 3445                 | Olga-Höhle im Ortsbereich von Lichtenstein-Honau                                                     | Höhle                       | Lichtenstein Gemarkung Honau         | 48° 24′ 48,3″ N, 9° 15′ 39,3″ O |                | Geologische Einheit: Kalktuff Status: geschützt (Naturdenkmal Olga-Höhle)                                                                         |
| 3446                 | Felsgalerie Traifelberg 400 m N und 700 m S des Rötelsteins am Traufrand E von Honau                 | Felsformation               | Lichtenstein Gemarkung Honau         | 48° 24′ 55″ N, 9° 15′ 55,8″ O   |                | Geologische Einheit: Massenkalk-Formation Status: geschützt Geotop-ID ND8415019                                                                   |
| 3447                 | Fledermaushöhle in der Felsgalerie zwischen Locherstein und Rötelstein E von Honau                   | Höhle                       | Lichtenstein Gemarkung Honau         | 48° 24′ 39,5″ N, 9° 16′ 4,3″ O  |                | Geologische Einheit: Untere Felsenkalk-Formation Status: geschützt                                                                                |
| 3448                 | Doline und Höhle Dobelhaldenschacht                                                                  | Doline Höhle                | Lichtenstein Gemarkung Honau         | 48° 24′ 10,4″ N, 9° 15′ 17,4″ O |                | Geologische Einheit: Obere Felsenkalk-Formation Status: geschützt Geotop-ID ND8415140                                                             |
| 3449                 | Felsgruppe Alt-Lichtenstein                                                                          | Felsformation               | Lichtenstein Gemarkung Honau         | 48° 24′ 17,8″ N, 9° 15′ 45,4″ O |                | Geologische Einheit: ? Status: geschützt Geotop-ID ND8415049                                                                                      |
| 3450                 | Echazquellen ca. 800 m SE von Honau                                                                  | Quelle                      | Lichtenstein Gemarkung Honau         | 48° 24′ 24,6″ N, 9° 16′ 2″ O    |                | Geologische Einheit: Grenzbereich Impressamergel-Formation/ Wohlgeschichtete Kalk-Formation Status: geschützt (Naturdenkmal Echazquelle)          |
| 3451                 | Tuffhöhle Bader in Unterhausen 260 m NE der Ortskirche                                               | Höhle                       | Lichtenstein Gemarkung Unterhausen   | 48° 26′ 0,5″ N, 9° 15′ 31,4″ O  |                | Geologische Einheit: Kalktuff Status: geschützt                                                                                                   |
| 3452                 | Tuffhöhle Rieger in Unterhausen, Friedrichstraße 16                                                  | Höhle                       | Lichtenstein Gemarkung Unterhausen   | 48° 25′ 56″ N, 9° 15′ 25″ O     |                | Geologische Einheit: Kalktuff Status: geschützt (Naturdenkmal Tuffhöhle Rieger)                                                                   |
| 3453                 | Felsgruppe Burgstein SE oberhalb von Lichtenstein-Unterhausen                                        | Felsformation               | Lichtenstein Gemarkung Unterhausen   | 48° 25′ 42″ N, 9° 15′ 56,6″ O   |                | Geologische Einheit: Massenkalk-Formation Status: geschützt Geotop-ID ND8415046                                                                   |
| 3454                 | Felsen am Albtrauf 1200 m NNE von Holzelfingen                                                       | Felsformation               | Lichtenstein Gemarkung Unterhausen   | 48° 26′ 20,1″ N, 9° 16′ 43″ O   |                | Geologische Einheit: Massenkalk-Formation Status: geschützt                                                                                       |
| 3455                 | Felsgruppe Eckfelsen N der Ruine Greifenstein                                                        | Felsformation               | Lichtenstein Gemarkung Unterhausen   | 48° 26′ 30,2″ N, 9° 16′ 44″ O   |                | Geologische Einheit: Massenkalk-Formation Status: geschützt Geotop-ID ND8415045                                                                   |
| 3456                 | Nebelhöhle ca. 3000 m ENE von Sonnenbühl-Genkingen                                                   | Höhle                       | Lichtenstein Gemarkung Unterhausen   | 48° 25′ 3,4″ N, 9° 13′ 24,6″ O  |                | Geologische Einheit: Untere Felsenkalk-Formation Status: geschützt (Naturdenkmal Nebelhöhle)                                                      |
| 3457                 | Reißenbachquelle am Talschluss des Reißenbachtals 1800 m WSW von Unterhausen                         | Quelle                      | Lichtenstein Gemarkung Unterhausen   | 48° 25′ 10,2″ N, 9° 13′ 49,9″ O |                | Geologische Einheit: Grenze Impressamergel-Formation Wohlgeschichtete Kalk-Formation Status: geschützt (Naturdenkmal Reißenbachquelle mit Linde)  |
| 3458                 | Bergsporn Gießstein zwischen Echaz- und Reißenbachtal SW von Lichtenstein-Unterhausen                | Felsformation               | Lichtenstein Gemarkung Unterhausen   | 48° 25′ 15,9″ N, 9° 14′ 49,3″ O |                | Geologische Einheit: Massenkalk-Formation Status: geschützt Geotop-ID ND8415047                                                                   |
| 3459                 | Brunnensteinfelsen an der Schlösslessteige W von Honau                                               | Felsformation Höhle         | Lichtenstein Gemarkung Unterhausen   | 48° 24′ 44,1″ N, 9° 15′ 7,1″ O  |                | Geologische Einheit: Untere Felsenkalk-Formation Status: geschützt Geotop-ID ND8415040                                                            |
| 3460                 | Felsgalerie 600 m WSW von Honau                                                                      | Felsformation               | Lichtenstein Gemarkung Unterhausen   | 48° 24′ 40,1″ N, 9° 15′ 8,6″ O  |                | Geologische Einheit: Massenkalk-Formation Status: geschützt                                                                                       |
| 3461                 | Doline Aufberger Loch am westl. Aufberg 1000 WSW von Schloss Lichtenstein                            | Doline                      | Lichtenstein Gemarkung Unterhausen   | 48° 24′ 15″ N, 9° 14′ 42,2″ O   |                | Geologische Einheit: Untere Felsenkalk-Formation Status: geschützt Geotop-ID ND8415042                                                            |
| 3462                 | Kleiner Greifenstein                                                                                 | Felsformation               | Lichtenstein Gemarkung Unterhausen   | 48° 26′ 10″ N, 9° 16′ 42,9″ O   |                | Geologische Einheit: Massenkalk-Formation Status: geschützt Geotop-ID ND8415044                                                                   |
| 3463                 | Felsgruppen Linsenbühl und 4 Höhlen                                                                  | Felsformation Höhlen        | Lichtenstein Gemarkung Unterhausen   | 48° 24′ 40,1″ N, 9° 15′ 6,4″ O  |                | Geologische Einheit: Untere Felsenkalk-Formation Obere Felsenkalk-Formation Status: geschützt Geotop-ID ND8415103                                 |
| 3464                 | Hohler Stein ca. 200 m NNW der Ortsmitte von Mehrstetten                                             | Höhle                       | Münsingen                            | 48° 23′ 33,6″ N, 9° 33′ 23″ O   |                | Geologische Einheit: Grenzbereich Obere Felsenkalk-Formation Liegende Bankkalk-Formation Status: geschützt (Naturdenkmal Hohler Stein)            |
| 3465                 | Grauer Stein N vom Bhf. Mehrstetten                                                                  | Felsformation               | Mehrstetten                          | 48° 22′ 13,7″ N, 9° 32′ 1,4″ O  |                | Geologische Einheit: Schwamm-Algen-Kalke im Niveau der Unteren Felsenkalk-Formation Status: geschützt (Naturdenkmal Grauer Stein)                 |
| 3466                 | Mehrstetter Hungerbrunnen im Heutal ca. 2250 SSE von Mehrstetten                                     | Quelle                      | Mehrstetten                          | 48° 21′ 26,9″ N, 9° 34′ 53,4″ O |                | Geologische Einheit: ? Status: mit geschützt (NSG Schandental)                                                                                    |
| 3467                 | Hülbe Rote Hüle                                                                                      | Landschaftselement          | Mehrstetten                          | 48° 21′ 42,3″ N, 9° 33′ 9,1″ O  |                | Geologische Einheit: Massenkalk-Formation Status: geschützt (Naturdenkmal Hüle mit Baumbestand)                                                   |
| 3468                 | Dolomitsandgruben Hagenbühl                                                                          | Aufschluss                  | Mehrstetten                          | 48° 22′ 10,6″ N, 9° 32′ 39,3″ O |                | Geologische Einheit: Massenkalk-Formation Status: geschützt (Naturdenkmal Orchideenwiese)                                                         |
| 3469                 | Linsenbühl ca. 1100 m NNE der Ortsmitte von Glems                                                    | Landschaftselement          | Metzingen Gemarkung Glems            | 48° 31′ 0,4″ N, 9° 19′ 1,4″ O   |                | Geologische Einheit: Grenze Brauner Jura Weißer Jura Status: geschützt Geotop-ID ND8415081                                                        |
| 3470                 | Roßfels am NW-Steilabfall des Roßbergs                                                               | Felsformation               | Metzingen Gemarkung Glems            | 48° 30′ 37,2″ N, 9° 19′ 26,6″ O |                | Geologische Einheit: Obere Felsenkalk-Formation Status: geschützt (Naturdenkmal Roßfels)                                                          |
| 3471                 | Felsgruppe Grüner Fels an der Traufkante ca. 1200 m ESE von Glems                                    | Felsformation               | Metzingen Gemarkung Glems            | 48° 30′ 4,7″ N, 9° 19′ 17,7″ O  |                | Geologische Einheit: Obere Felsenkalk-Formation Status: geschützt (Naturdenkmal Grüner Fels)                                                      |
| 3472                 | Felsgruppe Fünffingerfels am westl. Steilhang des Roßbergs                                           | Felsformation               | Metzingen Gemarkung Glems            | 48° 30′ 0,5″ N, 9° 19′ 13,7″ O  |                | Geologische Einheit: Untere Felsenkalk-Formation Status: geschützt                                                                                |
| 3473                 | Felsgruppe "Wolfsfelsen" mit Höhle ca. 1200 m NNW vom Gestütshof St. Johann                          | Felsformation               | Metzingen Gemarkung Glems            | 48° 29′ 41,4″ N, 9° 18′ 54,1″ O |                | Geologische Einheit: Untere Felsenkalk-Formation Status: geschützt Geotop-ID ND8415022                                                            |
| 3474                 | Einsiedlerbröller ca. 1400 m NNW vom Gestütshof St. Johann                                           | Höhle Quelle                | Metzingen Gemarkung Glems            | 48° 29′ 49,4″ N, 9° 18′ 49,3″ O |                | Geologische Einheit: Untere Felsenkalk-Formation Status: geschützt Geotop-ID ND8415008                                                            |
| 3475                 | Höllenlochfelsen und Höhle ca. 1100 m N vom Gestütshof St.Johann                                     | Felsformation               | Metzingen Gemarkung Glems            | 48° 29′ 53,7″ N, 9° 19′ 15,6″ O |                | Geologische Einheit: Untere Felsenkalk-Formation Status: geschützt Geotop-ID ND8415021                                                            |
| 3476                 | Vulkanschlot Dachsbühl an der Straße Metzingen-Kohlberg                                              | Vulkanschlot                | Metzingen                            | 48° 32′ 48,9″ N, 9° 18′ 40,9″ O |                | Geologische Einheit: siehe Schwäbischer Vulkan Status: geschützt Geotop-ID ND8415079                                                              |
| 3477                 | Vulkanschlot Hofbühl ca. 1000 m NNE der Ortsmitte von Neuhausen                                      | Vulkanschlot                | Metzingen Gemarkung Neuhausen        | 48° 32′ 18,1″ N, 9° 18′ 44,9″ O |                | Geologische Einheit: siehe Schwäbischer Vulkan Status: geschützt Geotop-ID ND8415080                                                              |
| 3478                 | Vulkanschlot Hofwald-Gelbenhäldle im Hofwald zwischen Neuhausen und Kappishäusern                    | Vulkanschlot                | Metzingen Gemarkung Neuhausen        | 48° 32′ 32,3″ N, 9° 18′ 59,6″ O |                | Geologische Einheit: siehe Schwäbischer Vulkan Status: geschützt Geotop-ID ND8415082                                                              |
| 3479                 | Felsnadel Spitziger Stein am Osthang der Großen Lauter 600 m S von Bichishausen                      | Felsformation               | Münsingen Gemarkung Bichishausen     | 48° 19′ 39,6″ N, 9° 30′ 3,3″ O  |                | Geologische Einheit: Untere Felsenkalk-Formation Status: geschützt (Naturdenkmal Spitziger Stein)                                                 |
| 3480                 | Aufg. Steinbruch (Marmorbruch) am nördlichen Ortsende von Böttingen                                  | Felsformation               | Münsingen Gemarkung Böttingen        | 48° 24′ 45,2″ N, 9° 33′ 10,6″ O |                | Geologische Einheit: siehe Böttinger Marmor Status: geschützt (Naturdenkmal Marmorsteinbruch)                                                     |
| 3481                 | Hohler Felsen ca. 500 m SSE von Buttenhausen                                                         | Höhle                       | Münsingen Gemarkung Buttenhausen     | 48° 21′ 30,1″ N, 9° 29′ 9″ O    |                | Geologische Einheit: Massenkalk-Formation Status: geschützt (Naturdenkmal Hohler Fels)                                                            |
| 3482                 | Alenbrunnen ca. 1000 m W der westl. Ortsgrenze von Münsingen                                         | Quelle                      | Münsingen                            | 48° 24′ 29,9″ N, 9° 28′ 43″ O   |                | Geologische Einheit: Zementmergel-Formation Status: geschützt (Naturdenkmal Alenbronnen)                                                          |
| 3483                 | Felsgruppe Spielplatzfelsen am oberen Westhang zum Ermstal 1200 m W von Seeburg                      | Felsformation               | Münsingen Gemarkung Rietheim         | 48° 26′ 56,1″ N, 9° 26′ 38,3″ O |                | Geologische Einheit: Untere Felsenkalk-Formation Status: geschützt (Naturdenkmal Spielplatzfelsen)                                                |
| 3484                 | Aschenbronnenquelle zwischen Föhrenberg und Hummelberg 1600 m WNW von Rietheim                       | Quelle                      | Münsingen Gemarkung Rietheim         | 48° 26′ 31,7″ N, 9° 25′ 47″ O   |                | Geologische Einheit: Massenkalk-Formation Status: geschützt (Naturdenkmal Aschenbronnenquelle)                                                    |
| 3485                 | Harresquelle in einem Seitental zur Erms 750 m NNW von Rietheim                                      | Quelle                      | Münsingen Gemarkung Rietheim         | 48° 26′ 20,5″ N, 9° 26′ 37,3″ O |                | Geologische Einheit: Massenkalk-Formation Status: geschützt Geotop-ID ND8415088                                                                   |
| 3486                 | Felsgruppe Rötelfels E oberhalb der Straße Seeburg-Münsingen 650 m S von Seeburg                     | Felsformation               | Münsingen Gemarkung Rietheim         | 48° 26′ 28″ N, 9° 27′ 35″ O     |                | Geologische Einheit: Massenkalk-Formation Status: geschützt (Naturdenkmal Rötelfels (Unterer Burgsteigfels))                                      |
| 3487                 | Felsgruppe Brünnelesfelsen E der Straße Münsingen-Seeburg 800 m S von Seeburg                        | Felsformation               | Münsingen Gemarkung Rietheim         | 48° 26′ 22,8″ N, 9° 27′ 34″ O   |                | Geologische Einheit: Massenkalk-Formation Status: geschützt (Naturdenkmal Brünnelesfels (Oberer Burgsteigfels))                                   |
| 3488                 | Naturbrücke E unterhalb der Straße nach Münsingen 1050 m S von Seeburg                               | Felsformation               | Münsingen Gemarkung Rietheim         | 48° 26′ 14,7″ N, 9° 27′ 31,5″ O |                | Geologische Einheit: Grenzbereich Massenkalk-Formation Liegende Bankkalk-Formation Status: geschützt (Naturdenkmal Hohler Fels mit Quellbereich)  |
| 3489                 | Aufg. Steinbruch Urenbühl an der Abzweigung Urach-Münsingen nach Rietheim                            | Aufschluss                  | Münsingen Gemarkung Rietheim         | 48° 25′ 56,9″ N, 9° 27′ 51,3″ O |                | Geologische Einheit: Übergang Massenkalk-Formation Liegende Bankkalk-Formation Status: geschützt (Naturdenkmal Urenbühl)                          |
| 3490                 | Hülbe Pfronstetten                                                                                   | Landschaftselement          | Pfronstetten                         | 48° 16′ 25,8″ N, 9° 21′ 39″ O   |                | Geologische Einheit: Übergang Massenkalk-Formation Liegende Bankkalk-Formation Status: geschützt Geotop-ID ND8415055                              |
| 3491                 | Felsblock Remselesstein ca. 1000 m E vom südlichen Industriegebiet von Pfullingen                    | Felsformation               | Pfullingen                           | 48° 27′ 30″ N, 9° 14′ 34,4″ O   |                | Geologische Einheit: Massenkalk-Formation Status: geschützt (Naturdenkmal Remselesstein und Mehlbeere)                                            |
| 3492                 | Vulkanschlot des Kugelbergs wenig N oberhalb von Unterhausen                                         | Vulkanschlot                | Pfullingen                           | 48° 27′ 28,9″ N, 9° 14′ 54,3″ O |                | Geologische Einheit: Basalttuff Status: mit geschützt (NSG Kugelberg)                                                                             |
| 3493                 | Felsgruppe Mädlesfelsen ca. 700 m S oberhalb vom Talgut Lindenhof                                    | Felsformation               | Pfullingen                           | 48° 27′ 44,2″ N, 9° 16′ 48,3″ O |                | Geologische Einheit: Untere Felsenkalk-Formation Obere Felsenkalk-Formation Status: geschützt (Naturdenkmal Mädlesfelsen)                         |
| 3494                 | Breitenbachquelle am N-Hang des Pfullinger Bergs ca. 5000 m SW von Pfullingen                        | Quelle                      | Pfullingen                           | 48° 26′ 27″ N, 9° 10′ 18,1″ O   |                | Geologische Einheit: Grenze Impressamergel-Formation Wohlgeschichtete Kalk-Formation Status: geschützt (Naturdenkmal Breitenbachquelle)           |
| 3495                 | Lache mit Quelle und Quelltopf am Gailenbühl ca. 4000 m WSW von Pfullingen                           | Landschaftselement          | Pfullingen                           | 48° 26′ 24″ N, 9° 10′ 47,3″ O   |                | Geologische Einheit: Grenze Impressamergel-Formation Wohlgeschichtete Kalk-Formation Status: geschützt (Naturdenkmal Trollblumenwiese mit Quelle) |
| 3496                 | Felsgruppe Wackerstein mit Höhle ca. 2700 m W von Unterhausen                                        | Felsformation               | Pfullingen                           | 48° 25′ 55,6″ N, 9° 13′ 6,4″ O  |                | Geologische Einheit: Untere Felsenkalk-Formation Obere Felsenkalk-Formation Status: geschützt (Naturdenkmal Wackerstein mit Höhle)                |
| 3497                 | Wasserfall Dragonersprung                                                                            | Wasserfall                  | Pfullingen                           | 48° 28′ 18,3″ N, 9° 13′ 20,1″ O |                | Geologische Einheit: Opalinuston-Formation Status: geschützt (Naturdenkmal Dragonersprung)                                                        |
| 3498                 | Aufg. Kiesgrube in der Neckaraue NW von Altenburg                                                    | Aufschluss                  | Reutlingen Gemarkung Altenburg       | 48° 33′ 1,6″ N, 9° 10′ 34,1″ O  |                | Geologische Einheit: Pleistozäne Neckarschotter Status: geschützt (Naturdenkmal Teich mit Schilf und Rohrkolben)                                  |
| 3499                 | Schichtflächen im Bachbett der Echaz im Ortsbereich von Betzingen                                    | Landschaftselement          | Reutlingen Gemarkung Betzingen       | 48° 29′ 57,7″ N, 9° 10′ 48,1″ O |                | Geologische Einheit: Arietenkalk-Formation Status: geschützt (Naturdenkmal Schneckenpflaster)                                                     |
| 3500                 | Hangböschung im Steigwäldchen ca. 700 m NW vom Friedrich-List-Hof W von Reutlingen                   | Vulkanschlot                | Reutlingen Gemarkung Betzingen       | 48° 28′ 47,2″ N, 9° 10′ 5″ O    |                | Geologische Einheit: siehe Schwäbischer Vulkan Status: mit geschützt (NSG Listhof)                                                                |
| 3501                 | Abrisskluft mit Buohöhle ca. 1100 m SSE der Ortsmitte von Gönningen                                  | Höhle                       | Reutlingen Gemarkung Gönningen       | 48° 25′ 20,3″ N, 9° 9′ 40″ O    |                | Geologische Einheit: Wohlgeschichtete Kalk-Formation Status: geschützt (Naturdenkmal Buohöhle)                                                    |
| 3502                 | Aufg. Steinbruch Taubenäcker                                                                         | Aufschluss                  | Reutlingen Gemarkung Gönningen       | 48° 25′ 42″ N, 9° 10′ 6,3″ O    |                | Geologische Einheit: Kalktuff Status: geschützt (Naturdenkmal Tuffsteinvorkommen mit Feuchtbiotop)                                                |
| 3503                 | Aufg. Steinbruch im Gewann Guckental ca. 1700 m E von Ohmenhausen                                    | Aufschluss                  | Reutlingen Gemarkung Ohmenhausen     | 48° 28′ 44,9″ N, 9° 9′ 43,1″ O  |                | Geologische Einheit: Numismalismergel-Formation Status: mit geschützt (NSG Listhof)                                                               |
| 3504                 | Senke im Gewann Mädelesmahd ca. 2300 m WSW von Donnstetten                                           | Vulkanschlot                | Römerstein Gemarkung Böhringen       | 48° 30′ 24,4″ N, 9° 32′ 14,9″ O |                | Geologische Einheit: siehe Schwäbischer Vulkan Status: geschützt Geotop-ID ND8415084                                                              |
| 3505                 | Doline im Gewann Tiefental ca. 600 m E von Donnstetten                                               | Doline                      | Römerstein Gemarkung Donnstetten     | 48° 31′ 1,4″ N, 9° 34′ 21″ O    |                | Geologische Einheit: Obere Felsenkalk-Formation Status: geschützt                                                                                 |
| 3506                 | Felsgruppen im Gewann Kanzel ca. 750 m E von Donnstetten                                             | Felsformation               | Römerstein Gemarkung Donnstetten     | 48° 30′ 50,3″ N, 9° 34′ 33,5″ O |                | Geologische Einheit: Massenkalk-Formation Status: geschützt (Naturdenkmal Felsensemble Kanzel)                                                    |
| 3507                 | Hockender Stein ca. 750 m SE von Donnstetten                                                         | Felsformation               | Römerstein Gemarkung Donnstetten     | 48° 30′ 41,3″ N, 9° 34′ 25,6″ O |                | Geologische Einheit: Massenkalk-Formation Status: geschützt (Naturdenkmal Hockender Stein)                                                        |
| 3508                 | Vulkanschlot Donnstetten                                                                             | Vulkanschlot                | Römerstein Gemarkung Donnstetten     | 48° 31′ 0,1″ N, 9° 34′ 5,4″ O   |                | Geologische Einheit: siehe Schwäbischer Vulkan Status: geschützt Geotop-ID ND8415054                                                              |
| 3509                 | Felsen Zielenstein ca. 140 m W der L 465 NO von Zainingen                                            | Felsformation               | Römerstein Gemarkung Zainingen       | 48° 29′ 53,9″ N, 9° 33′ 43″ O   |                | Geologische Einheit: Massenkalk-Formation Status: geschützt (Naturdenkmal Zielenstein)                                                            |
| 3510                 | Zaininger Maar und Zaininger Hüle                                                                    | Vulkanschlot                | Römerstein Gemarkung Zainingen       | 48° 28′ 54,9″ N, 9° 32′ 50,9″ O |                | Geologische Einheit: siehe Schwäbischer Vulkan Status: geschützt (Naturdenkmal Zaininger Hüle mit Baumbestand)                                    |
| 3511                 | Großer Felsen S der Ortskirche von Zainingen                                                         | Felsformation               | Römerstein Gemarkung Zainingen       | 48° 28′ 49,4″ N, 9° 32′ 58,7″ O |                | Geologische Einheit: Massenkalk-Formation Status: geschützt Geotop-ID ND8415058                                                                   |
| 3512                 | Dolinen in der Aue E Zainingen                                                                       | Dolinen                     | Römerstein Gemarkung Zainingen       | 48° 29′ 23,6″ N, 9° 34′ 24,3″ O |                | Geologische Einheit: Massenkalk-Formation Status: geschützt Geotop-ID ND8415098                                                                   |
| 3513                 | Karls- und Bärenhöhle am Südwesthang des Höllbergs ca. 2800 m NNO von Erpfingen                      | Höhle                       | Sonnenbühl Gemarkung Erpfingen       | 48° 22′ 15,8″ N, 9° 12′ 55,2″ O |                | Geologische Einheit: Untere Felsenkalk-Formation Status: geschützt (Naturdenkmal Bärenhöhle)                                                      |
| 3514                 | Roßberghöhlen am S-Hang des Roßbergs zum Melchinger Tal 1500 m WNW von Erpfingen                     | Höhlen                      | Sonnenbühl Gemarkung Erpfingen       | 48° 21′ 17,7″ N, 9° 10′ 48,9″ O |                | Geologische Einheit: Untere Felsenkalk-Formation geschützt Geotop-ID ND8415143                                                                    |
| 3515                 | Quellhöhle Brechlöchle im Ortsbereich von Empfingen N der Hauptstraße                                | Quelle                      | Sonnenbühl Gemarkung Erpfingen       | 48° 21′ 5″ N, 9° 11′ 31,6″ O    |                | Geologische Einheit: Untere Felsenkalk-Formation Status: geschützt (Naturdenkmal Molkequelle mit Linde)                                           |
| 3516                 | Höhle Kühles Loch ca. 2000 m S der Ortsmitte von Gönningen                                           | Höhle                       | Sonnenbühl Gemarkung Genkingen       | 48° 24′ 49,9″ N, 9° 9′ 21,4″ O  |                | Geologische Einheit: Wohlgeschichtete Kalk-Formation Status: geschützt Geotop-ID ND8415009                                                        |
| 3517                 | Lehenbrunnen (Lehbrunnen) im westl. Ortsbereich von Genkingen                                        | Quelle                      | Sonnenbühl Gemarkung Genkingen       | 48° 24′ 24,2″ N, 9° 10′ 48,1″ O |                | Geologische Einheit: Grenzbereich Lacunosamergel-Formation Untere Felsenkalk-Formation Status: geschützt (Naturdenkmal Lehenbrunnen mit 2 Linden) |
| 3518                 | Eichbergschacht am Nordosthang des Eichbergs ca. 4200 m ENE von Undingen (P. 849,3)                  | Höhle                       | Sonnenbühl Gemarkung Undingen        | 48° 23′ 48,9″ N, 9° 14′ 0,8″ O  |                | Geologische Einheit: Untere Felsenkalk-Formation Status: geschützt                                                                                |
| 3519                 | Eichberghöhlen am Nordhang des Eichbergs ca. 4200 m ENE von Undingen                                 | Höhle                       | Sonnenbühl Gemarkung Undingen        | 48° 23′ 53,6″ N, 9° 14′ 10,7″ O |                | Geologische Einheit: Untere Felsenkalk-Formation Status: geschützt Geotop-ID ND8415145                                                            |
| 3520                 | Dolinenfeld im Waldstück Weidenwang ca. 3700 m WNW der Ortsmitte von Großengstingen                  | Höhle                       | Sonnenbühl Gemarkung Undingen        | 48° 23′ 37,6″ N, 9° 14′ 9,7″ O  |                | Geologische Einheit: Massenkalk-Formation Status: geschützt Geotop-ID ND8415034                                                                   |
| 3521                 | Felskuppe 2000 m ESE von Undingen                                                                    | Felsformation               | Sonnenbühl Gemarkung Undingen        | 48° 23′ 6,7″ N, 9° 12′ 23,6″ O  |                | Geologische Einheit: Massenkalk-Formation Status: geschützt (Naturdenkmal Kalkstein Nord)                                                         |
| 3522                 | Abrissklüfte und Spalten an der N-Kante des Riedernbergs 2000 m NW von Willmandingen                 | Felsformation               | Sonnenbühl Gemarkung Willmandingen   | 48° 23′ 18,7″ N, 9° 7′ 43,9″ O  |                | Geologische Einheit: Untere Felsenkalk-Formation Status: geschützt Geotop-ID ND8415025                                                            |
| 3523                 | Willmandinger Bröller an einer Talabzweigung v. Seeburger Tal 1400 m NW von Willmandingen            | Höhle                       | Sonnenbühl Gemarkung Willmandingen   | 48° 23′ 18,7″ N, 9° 8′ 11,1″ O  |                | Geologische Einheit: Untere Felsenkalk-Formation Status: geschützt Geotop-ID ND8415010                                                            |
| 3524                 | Rutschenbrunnen ca. 3300 m WSW der Ortsmitte von Bad Urach                                           | Vulkanschlot Quelle Doline  | St. Johann Gemarkung Bleichstetten   | 48° 28′ 58,9″ N, 9° 21′ 24,3″ O |                | Geologische Einheit: siehe Schwäbischer Vulkan Status: geschützt (Naturdenkmal Rutschenquelle)                                                    |
| 3525                 | Felsentor Klopfjörgles Hütte am O-Hang einer Kuppe (Banholz) 1000 m WSW von Upfingen                 | Höhle                       | St. Johann Gemarkung Lonsingen       | 48° 27′ 6,7″ N, 9° 22′ 24,4″ O  |                | Geologische Einheit: Liegende Bankkalk-Formation Status: geschützt Geotop-ID ND8415073                                                            |
| 3526                 | Hungerbrunnen im Lonsinger Tal ca. 2200 m SW von Lonsingen                                           | Quelle                      | St. Johann Gemarkung Lonsingen       | 48° 25′ 26,9″ N, 9° 21′ 3,9″ O  |                | Geologische Einheit: Massenkalk-Formation Status: geschützt (Naturdenkmal Hungerbrunnen)                                                          |
| 3527                 | Dolomitsandgruben Großer Bühl                                                                        | Aufschluss                  | St. Johann Gemarkung Lonsingen       | 48° 26′ 22″ N, 9° 18′ 31,5″ O   |                | Geologische Einheit: Untere Felsenkalk-Formation Obere Felsenkalk-Formation Status: mit geschützt (NSG Ohnastetter Bühl)                          |
| 3528                 | Felsgalerie Südlicher Eppenzillfelsen am östl. Talschluss des Brühlbachtals                          | Felsformation               | St. Johann Gemarkung Upfingen        | 48° 28′ 44,5″ N, 9° 22′ 12,9″ O |                | Geologische Einheit: Massenkalk-Formation Status: geschützt (Naturdenkmal Südlicher Eppenzillfelsen)                                              |
| 3529                 | Eppenzillfelsen                                                                                      | Felsformation               | St. Johann Gemarkung Upfingen        | 48° 28′ 47,4″ N, 9° 22′ 14,4″ O |                | Geologische Einheit: Massenkalk-Formation Status: geschützt Geotop-ID ND8415060                                                                   |
| 3530                 | Felsgalerie, Einzelfelsen und Höhlen W oberhalb der Spinnerei S von Bad Urach                        | Felsformation               | St. Johann Gemarkung Upfingen        | 48° 28′ 44,8″ N, 9° 23′ 54,2″ O |                | Geologische Einheit: Massenkalk-Formation Status: geschützt                                                                                       |
| 3531                 | Hohler Felsen und Höhle ca. 1500 m SE von Upfingen                                                   | Höhle                       | St. Johann Gemarkung Upfingen        | 48° 26′ 45,6″ N, 9° 24′ 10,8″ O |                | Geologische Einheit: Massenkalk-Formation Status: geschützt                                                                                       |
| 3532                 | Gelber Fels am NE Galgenberg S von Dettingen                                                         | Felsformation               | St. Johann Gemarkung Würtingen       | 48° 30′ 16,6″ N, 9° 21′ 15,1″ O |                | Geologische Einheit: Obere Felsenkalk-Formation Status: mit geschützt (NSG Rutschen)                                                              |
| 3533                 | Doline Egisbrunnen                                                                                   | Doline                      | St. Johann Gemarkung Lonsingen       | 48° 25′ 36,1″ N, 9° 21′ 22,4″ O |                | Geologische Einheit: Liegende Bankkalk-Formation Status: geschützt Geotop-ID ND8415069                                                            |
| 3534                 | Felsgruppe am rechten Talhang des Laucherttals im Ortsbereich von Hausen an der Lauchert             | Felsformation               | Trochtelfingen Gemarkung Hausen      | 48° 18′ 12,1″ N, 9° 11′ 35,1″ O |                | Geologische Einheit: Massenkalk-Formation Status: geschützt Geotop-ID ND8415052                                                                   |
| 3535                 | Bröller in Hausen an der Lauchert                                                                    | Höhle                       | Trochtelfingen Gemarkung Hausen      | 48° 18′ 17,3″ N, 9° 11′ 34,9″ O |                | Geologische Einheit: Untere Felsenkalk-Formation Status: geschützt (Naturdenkmal Bröller in Hausen)                                               |
| 3536                 | Bergsporn und -vorsprung beim Zusammenfluss von Lauchert u. Seckach WSW von Mägerkingen              | Felsformation               | Trochtelfingen Gemarkung Mägerkingen | 48° 17′ 11,1″ N, 9° 12′ 53″ O   |                | Geologische Einheit: Untere Felsenkalk-Formation Obere Felsenkalk-Formation Status: geschützt Geotop-ID ND8415053                                 |
| 3537                 | Seeburger Tal, Seeburg                                                                               | Landschaftselement          | Bad Urach Gemarkung Seeburg          | 48° 26′ 49,3″ N, 9° 27′ 40,6″ O |                | Geologische Einheit: Kalktuff-Terrasse |
| 3538                 | Kalktuffwand in Seeburg unterh. der Abzweigung zur Kirche von der Hauptstraße nach Hengen            | Landschaftselement          | Bad Urach Gemarkung Seeburg          | 48° 26′ 47,4″ N, 9° 27′ 30,3″ O |                | Geologische Einheit: Kalktuff-Wand Status: geschützt (Naturdenkmal Tuffsteinwand)                                                                 |
| 3539                 | Ermsquelle 1000 m SE von Seeburg                                                                     | Quelle                      | Bad Urach Gemarkung Seeburg          | 48° 26′ 30,8″ N, 9° 28′ 9,1″ O  |                | Geologische Einheit: Karstquelle |
| 3540                 | Vulkanschlot an Hangböschung Hofbrunnen und Quelle                                                   | Vulkanschlot                | Bad Urach Gemarkung Seeburg          | 48° 26′ 29,8″ N, 9° 28′ 53,6″ O |                | Geologische Einheit: siehe Schwäbischer Vulkan |
| 3541                 | Vulkanschlot am Buckleter                                                                            | Vulkanschlot                | Bad Urach                            | 48° 30′ 50″ N, 9° 22′ 30,9″ O   |                | Geologische Einheit: siehe Schwäbischer Vulkan |
| 3542                 | Straßenböschung Sirchinger Steige                                                                    | Aufschluss                  | Bad Urach                            | 48° 28′ 30,2″ N, 9° 24′ 11,2″ O |                | Geologische Einheit: Lacunosamergel-Formation Untere Felsenkalk-Formation                                                                         |
| 3543                 | Aufg. Steinbruch an Sirchinger Steige                                                                | Aufschluss                  | Bad Urach                            | 48° 28′ 34,4″ N, 9° 24′ 14,1″ O |                | Geologische Einheit: Lacunosamergel-Formation Untere Felsenkalk-Formation                                                                         |
| 3544                 | Büchelbrunner Bröller im Büchelbrunner Tal ca. 2500 m S von Grabenstetten                            | Höhle                       | Bad Urach                            | 48° 30′ 1,1″ N, 9° 27′ 14,1″ O  |                | Geologische Einheit: Untere Felsenkalk-Formation                                                                                                  |
| 3545                 | Eckishöhle (Egishöhle) auf dem Betriebsgelände der Firma Magura, Bad Urach                           | Höhle                       | Bad Urach                            | 48° 29′ 43,4″ N, 9° 23′ 45,4″ O |                | Geologische Einheit: Wohlgeschichtete Kalk-Formation                                                                                              |
| 3546                 | Felsenhöhle unterh. der Ruine Hohenurach                                                             | Höhle                       | Bad Urach                            | 48° 29′ 35,5″ N, 9° 22′ 40,1″ O |                | Geologische Einheit: Untere Felsenkalk-Formation                                                                                                  |
| 3547                 | Ameisenbühlhöhle ca. 400 m S vom Uracher Wasserfall                                                  | Höhle                       | Bad Urach                            | 48° 28′ 45,5″ N, 9° 22′ 3,2″ O  |                | Geologische Einheit: Untere Felsenkalk-Formation                                                                                                  |
| 3548                 | Fuchsenrißhöhle in Felshängen des Ermstals wenig S von Bad Urach                                     | Höhle                       | Bad Urach                            | 48° 28′ 46,1″ N, 9° 23′ 48,9″ O |                | Geologische Einheit: Massenkalk-Formation |
| 3549                 | Aufg. Steinbruch mit Gänsbuchstollen, alte Sirchinger Steige ca. 1900 m S von Bad Urach              | Höhle                       | Bad Urach                            | 48° 28′ 34,4″ N, 9° 24′ 14,1″ O |                | Geologische Einheit: Wohlgeschichtete Kalk-Formation                                                                                              |
| 3550                 | Dreieckshöhle (Hohler Jo) im Steilhang oberh. der Kunstmühle im Ermstal S von Bad Urach              | Höhle                       | Bad Urach                            | 48° 28′ 25,6″ N, 9° 24′ 12,1″ O |                | Geologische Einheit: Massenkalk-Formation |
| 3551                 | Uracher Tropfsteinhöhle im Ermstal ca. 2100 m S von Bad Urach                                        | Höhle                       | Bad Urach                            | 48° 28′ 27,2″ N, 9° 24′ 25,2″ O |                | Geologische Einheit: Kalktuff |
| 3552                 | Fleinsbrunnen ca. 1400 m NNW von Seeburg                                                             | Vulkanschlot                | Bad Urach Gemarkung Wittlingen       | 48° 27′ 29,3″ N, 9° 27′ 7,8″ O  |                | Geologische Einheit: siehe Schwäbischer Vulkan |
| 3553                 | Vulkanschlot Fleinsbrunnental ca. 750 m NW von Seeburg                                               | Landschaftselement          | Bad Urach Gemarkung Wittlingen       | 48° 27′ 14,1″ N, 9° 27′ 10,1″ O |                | Geologische Einheit: Kalktuff-Terrasse |
| 3554                 | Salamanderhöhle ca. 100 m S des Uracher Wasserfalls                                                  | Höhle                       | Bad Urach Gemarkung Wittlingen       | 48° 28′ 53,6″ N, 9° 22′ 4,7″ O  |                | Geologische Einheit: Untere Felsenkalk-Formation                                                                                                  |
| 3555                 | Veitelhöhle im Waldgebiet Veitel ca. 850 m N vom Hofgut Hohenwittlingen                              | Höhle                       | Bad Urach Gemarkung Wittlingen       | 48° 28′ 19,8″ N, 9° 25′ 37,2″ O |                | Geologische Einheit: Massenkalk-Formation |
| 3556                 | Wittlinger Steige (Straßen von Bad Urach-Wittlingen)                                                 | Aufschluss                  | Bad Urach Gemarkung Wittlingen       | 48° 28′ 13,9″ N, 9° 25′ 54,2″ O |                | Geologische Einheit: Hangende Bankkalk-Formation                                                                                                  |
| 3557                 | Brunnhaldenhöhle an der Brunnhalde gegen die Georgenau unterh. der Ruine Hohenwittlingen             | Höhle                       | Bad Urach Gemarkung Wittlingen       | 48° 28′ 2,7″ N, 9° 25′ 29,8″ O  |                | Geologische Einheit: Massenkalk-Formation |
| 3558                 | Hengener Steighöhle an der Straße Seeburg-Hengen ca. 1000 m SSE von Hengen                           | Höhle                       | Bad Urach Gemarkung Wittlingen       | 48° 28′ 27,3″ N, 9° 28′ 8,2″ O  |                | Geologische Einheit: Massenkalk-Formation |
| 3559                 | Forstbrunnen unterh. von Seeburg an der Enge                                                         | Quelle                      | Bad Urach Gemarkung Wittlingen       | 48° 27′ 9,2″ N, 9° 25′ 44″ O    |                | Geologische Einheit: Kalktuff-Terrasse |
| 3560                 | Kapuzinerfelsen mit Felsüberhängen im Fischburgtal ca. 1700 m NNE von Seeburg                        | Felsformation               | Bad Urach Gemarkung Wittlingen       | 48° 27′ 34,5″ N, 9° 28′ 10,2″ O |                | Geologische Einheit: Untere Felsenkalk-Formation                                                                                                  |
| 3561                 | Seizenfelshöhle im Seizenfels ca. 1000 m NW von Hülben                                               | Höhle                       | Dettingen an der Erms                | 48° 31′ 43,3″ N, 9° 23′ 27,4″ O |                | Geologische Einheit: Untere Felsenkalk-Formation                                                                                                  |
| 3562                 | M-Höhle ca. 200 m N vom Sonnenfels, ca. 1600 m S von Dettingen                                       | Höhle                       | Dettingen an der Erms                | 48° 30′ 54,9″ N, 9° 20′ 35″ O   |                | Geologische Einheit: Untere Felsenkalk-Formation                                                                                                  |
| 3563                 | Aufg. Steinbruch im Gewann Spitaläcker W der L 313, 1000 m SSW von Großengstingen                    | Aufschluss                  | Engstingen Gemarkung Großengstingen  | 48° 22′ 47,9″ N, 9° 16′ 37″ O   |                | Geologische Einheit: Untere Felsenkalk-Formation                                                                                                  |
| 3564                 | Aufg. Steinbruch N der Straße Engstingen-Kohlstetten, 1700 m WSW von Kohlstetten                     | Aufschluss                  | Engstingen Gemarkung Kleinengstingen | 48° 24′ 3,5″ N, 9° 18′ 26,3″ O  |                | Geologische Einheit: Untere Felsenkalk-Formation                                                                                                  |
| 3565                 | Steinbrüche 2200 m ENE von Eningen, W vom Hännersteigfels                                            | Aufschluss                  | Eningen unter Achalm                 | 48° 29′ 34,5″ N, 9° 17′ 16,2″ O |                | Geologische Einheit: Wohlgeschichtete Kalk-Formation                                                                                              |
| 3566                 | Steinbruch 2700 E von Eningen an der Straße nach St. Johann, N der Straße                            | Aufschluss                  | Eningen unter Achalm                 | 48° 29′ 17″ N, 9° 17′ 40,4″ O   |                | Geologische Einheit: Untere Felsenkalk-Formation                                                                                                  |
| 3567                 | Aufschluss Alte Steige                                                                               | Aufschluss                  | Eningen unter Achalm                 | 48° 29′ 29,5″ N, 9° 16′ 13,8″ O |                | Geologische Einheit: Hamitenton-Formation |
| 3568                 | Drackenbergschacht am N-Hang des Drackenbergs 1500 SE von Eningen                                    | Höhle                       | Eningen unter Achalm                 | 48° 28′ 44,8″ N, 9° 16′ 34,5″ O |                | Geologische Einheit: Untere Felsenkalk-Formation                                                                                                  |
| 3569                 | Steilkante Dolderbrunnen SW von Münsingen                                                            | Felsformation               | Gomadingen Gemarkung Dapfen          | 48° 23′ 54,9″ N, 9° 25′ 59,3″ O |                | Geologische Einheit: Liegende Bankkalk-Formation                                                                                                  |
| 3570                 | Bohnerzgruben im Wald ca. 2300 m ENE von Dapfen                                                      | Aufschluss                  | Gomadingen Gemarkung Dapfen          | 48° 23′ 19,3″ N, 9° 27′ 11″ O   |                | Geologische Einheit: Liegende Bankkalk-Formation ehem. Bohnerzabbau                                                                               |
| 3571                 | Felsböschung am Ostufer (Hagelstall) der Großen Lauchert 600 m NW von Wasserstetten                  | Aufschluss                  | Gomadingen Gemarkung Dapfen          | 48° 22′ 8,1″ N, 9° 25′ 48,7″ O  |                | Geologische Einheit: Untere Felsenkalk-Formation                                                                                                  |
| 3572                 | Wegböschung am Ostufer (Balkenrain) der Großen Lauter 200 m NE von Wasserstetten                     | Aufschluss                  | Gomadingen Gemarkung Dapfen          | 48° 21′ 56,7″ N, 9° 26′ 22,1″ O |                | Geologische Einheit: Grenze Lacunosamergel-Formation/ Untere Felsenkalk-Formation                                                                 |
| 3573                 | Straßenböschung der Straße Münsingen-Marbach zw. Herrenberg und Kaltenbuch                           | Aufschluss                  | Gomadingen Gemarkung Dapfen          | 48° 24′ 11,1″ N, 9° 26′ 4,3″ O  |                | Geologische Einheit: Massenkalk-Formation |
| 3574                 | Baldenlauhhöhle gegenüber der Ruine Blankenstein ca. 1000 m WSW von Wasserstetten                    | Höhle                       | Gomadingen Gemarkung Dapfen          | 48° 21′ 44,6″ N, 9° 25′ 24,2″ O |                | Geologische Einheit: Untere Felsenkalk-Formation Obere Felsenkalk-Formation                                                                       |
| 3575                 | Ruine-Blankensten-Höhle ca. 700 m SW von Wasserstetten                                               | Höhle                       | Gomadingen Gemarkung Dapfen          | 48° 21′ 37,4″ N, 9° 25′ 37,8″ O |                | Geologische Einheit: Untere Felsenkalk-Formation Obere Felsenkalk-Formation                                                                       |
| 3576                 | Wegböschungen 300 m NE von Wasserstetten am Fahrweg zum Hagelstall                                   | Aufschluss                  | Gomadingen Gemarkung Dapfen          | 48° 21′ 53,4″ N, 9° 26′ 27,5″ O |                | Geologische Einheit: Von Lacunosamergel-Formation bis Liegende Bankkalk-Formation                                                                 |
| 3577                 | Sternberg SE von Offenhausen                                                                         | Vulkanschlot                | Gomadingen                           | 48° 23′ 41,4″ N, 9° 22′ 42,8″ O |                | Geologische Einheit: siehe Schwäbischer Vulkan |
| 3578                 | Doline Schlegelhölzle bei P 720,0, 1100 m S des Lauter-Ursprungs in Offenhausen                      | Doline                      | Gomadingen                           | 48° 23′ 15,6″ N, 9° 21′ 49,7″ O |                | Geologische Einheit: Untere Felsenkalk-Formation Obere Felsenkalk-Formation                                                                       |
| 3579                 | Dolomitsandgruben am Lerchenberg                                                                     | Aufschluss                  | Gomadingen                           | 48° 23′ 31,5″ N, 9° 23′ 26″ O   |                | Geologische Einheit: Massenkalk-Formation |
| 3580                 | Ursprung der Großen Lauter, Gomadingen-Offenhausen                                                   | Quelle                      | Gomadingen                           | 48° 23′ 55,4″ N, 9° 22′ 3,5″ O  |                | Geologische Einheit: Massenkalk-Formation |
| 3581                 | Gang bei Grabenstetten, ca. 700 m westlich von Grabenstetten an der Grabenstetter Steige             | Landschaftselement          | Grabenstetten                        | 48° 31′ 23,4″ N, 9° 26′ 50,9″ O |                | Geologische Einheit: Basaltgang |
| 3582                 | Aufschluss E vom Burrenhof                                                                           | Aufschluss                  | Grabenstetten                        | 48° 32′ 15,2″ N, 9° 25′ 40,7″ O |                | Geologische Einheit: Obere Felsenkalk-Formation                                                                                                   |
| 3583                 | Steinbruch Weiler an der Straße Oberlenningen-Grabenstetten sowie Straßenböschungen                  | Aufschluss                  | Grabenstetten                        | 48° 31′ 43,3″ N, 9° 29′ 8,3″ O  |                | Geologische Einheit: Untere Felsenkalk-Formation bis Liegende Bankkalk-Formation                                                                  |
| 3584                 | Schwedenmahdschacht am Waldrand ca. 2100 m N von Grabenstetten                                       | Höhle                       | Grabenstetten                        | 48° 32′ 33,6″ N, 9° 27′ 19,3″ O |                | Geologische Einheit: Untere Felsenkalk-Formation                                                                                                  |
| 3585                 | Durchgangshöhle im Spitzigen Felsle ca. 800 m W von Grabenstetten                                    | Höhle                       | Grabenstetten                        | 48° 31′ 21,5″ N, 9° 26′ 48″ O   |                | Geologische Einheit: Untere Felsenkalk-Formation                                                                                                  |
| 3586                 | Faustloch ca. 1200 m WSW von Grabenstetten                                                           | Höhle                       | Grabenstetten                        | 48° 31′ 10,5″ N, 9° 26′ 44″ O   |                | Geologische Einheit: ? |
| 3587                 | Hülbe am Hülbenhof                                                                                   | Landschaftselement          | Hayingen Gemarkung Anhausen          | 48° 17′ 42,4″ N, 9° 31′ 52,3″ O |                | Geologische Einheit: Zementmergel-Formation |
| 3588                 | Höhle ca. 1000 m SSE von Aufhausen                                                                   | Höhle                       | Hayingen Gemarkung Anhausen          | 48° 17′ 2,6″ N, 9° 30′ 30,9″ O  |                | Geologische Einheit: Untere Felsenkalk-Formation                                                                                                  |
| 3589                 | Dolinen Hilpertswiese W von Ehestetten                                                               | Dolinen                     | Hayingen Gemarkung Ehestetten        | 48° 19′ 19,8″ N, 9° 24′ 3,9″ O  |                | Geologische Einheit: Massenkalk-Formation |
| 3590                 | Hasenbachquelle im Hasenbachtal ca. 2500 m W von Hayingen                                            | Quelle                      | Hayingen                             | 48° 16′ 18,6″ N, 9° 26′ 34,8″ O |                | Geologische Einheit: Untere Felsenkalk-Formation                                                                                                  |
| 3591                 | Höhle am linken Lauterufer ca. 500 m NNE von Indelhausen                                             | Höhle                       | Hayingen Gemarkung Indelhausen       | 48° 17′ 51,1″ N, 9° 29′ 39″ O   |                | Geologische Einheit: Massenkalk-Formation |
| 3592                 | Großes Gerberloch ca. 500 m SW von Anhausen                                                          | Höhle                       | Hayingen Gemarkung Indelhausen       | 48° 17′ 14,8″ N, 9° 29′ 45,4″ O |                | Geologische Einheit: Liegende Bankkalk-Formation                                                                                                  |
| 3593                 | Höhle im Fichteltal S von Indelhausen                                                                | Höhle                       | Hayingen Gemarkung Indelhausen       | 48° 17′ 13,1″ N, 9° 29′ 57,5″ O |                | Geologische Einheit: Untere Felsenkalk-Formation                                                                                                  |
| 3594                 | Ghaiwaldhöhle ca. 800 m NE von Münzdorf                                                              | Höhle                       | Hayingen Gemarkung Münzdorf          | 48° 18′ 56,3″ N, 9° 29′ 9,5″ O  |                | Geologische Einheit: Untere Felsenkalk-Formation                                                                                                  |
| 3595                 | Felsdurchgangshöhle Weiler ca. 250 m E von Weiler                                                    | Höhle                       | Hayingen Gemarkung Münzdorf          | 48° 18′ 17,2″ N, 9° 30′ 6,4″ O  |                | Geologische Einheit: Untere Felsenkalk-Formation                                                                                                  |
| 3596                 | Klingenfelsen und Höhlen ca. 300 m S von Schloss Derneck S von Gundelfingen                          | Felsformation Höhle         | Hayingen Gemarkung Münzdorf          | 48° 18′ 41,5″ N, 9° 29′ 56,9″ O |                | Geologische Einheit: Untere Felsenkalk-Formation                                                                                                  |
| 3597                 | Doline/Hülbe bei den Aussiedlerhöfen von Bernloch                                                    | Doline                      | Hohenstein Gemarkung Bernloch        | 48° 21′ 31″ N, 9° 20′ 16,1″ O   |                | Geologische Einheit: Untere Felsenkalk-Formation Obere Felsenkalk-Formation                                                                       |
| 3598                 | Dorfhülbe Bernloch                                                                                   | Landschaftselement          | Hohenstein Gemarkung Bernloch        | 48° 21′ 31,9″ N, 9° 20′ 0,1″ O  |                | Geologische Einheit: Massenkalk-Formation |
| 3599                 | Bohnerzgruben Linsenberg ca. 1200 m WSW von Eglingen                                                 | Aufschluss                  | Hohenstein Gemarkung Eglingen        | 48° 20′ 52,6″ N, 9° 24′ 39,6″ O |                | Geologische Einheit: Untere Felsenkalk-Formation Obere Felsenkalk-Formation ehem. Bohnerzabbau                                                    |
| 3600                 | Doline im Ortsbereich von Oberstetten                                                                | Doline                      | Hohenstein Gemarkung Oberstetten     | 48° 19′ 52″ N, 9° 19′ 55,6″ O   |                | Geologische Einheit: Untere Felsenkalk-Formation Obere Felsenkalk-Formation                                                                       |
| 3601                 | Schlachtloch ca. 1000 m E der Ödenburg E oberhalb von Oberstetten                                    | Höhle                       | Hohenstein Gemarkung Oberstetten     | 48° 19′ 40,9″ N, 9° 21′ 15,6″ O |                | Geologische Einheit: Untere Felsenkalk-Formation Obere Felsenkalk-Formation                                                                       |
| 3602                 | Steinbruch Rappenfelsen 1000 m SW von Hülben an der Straße nach Bad Urach                            | Aufschluss                  | Hülben                               | 48° 30′ 58,2″ N, 9° 23′ 52,8″ O |                | Geologische Einheit: Untere Felsenkalk-Formation                                                                                                  |
| 3603                 | Aufg. Steinbruch ca. 1800 m N der Ortsmitte von Grabenstetten                                        | Aufschluss                  | Hülben                               | 48° 32′ 13,8″ N, 9° 24′ 25,6″ O |                | Geologische Einheit: Untere Felsenkalk-Formation                                                                                                  |
| 3604                 | Aufg. Sandgrube am Westhang des Jochimer Häule 1200 m NNE von Holzelfingen                           | Aufschluss                  | Lichtenstein Gemarkung Holzelfingen  | 48° 26′ 8,3″ N, 9° 17′ 6,3″ O   |                | Geologische Einheit: Quarzsande Dolomitsande |
| 3605                 | Kalktuffwand/aufg. Steinbruch mit Tuffhöhle beim Friedhof Honau                                      | Aufschluss                  | Lichtenstein Gemarkung Honau         | 48° 24′ 43,4″ N, 9° 15′ 33,4″ O |                | Geologische Einheit: Kalktuff |
| 3606                 | Föhnerquelle S oberhalb von Honau                                                                    | Höhle                       | Lichtenstein Gemarkung Honau         | 48° 24′ 28,2″ N, 9° 15′ 46″ O   |                | Geologische Einheit: Untere Felsenkalk-Formation                                                                                                  |
| 3607                 | Schlösslessteige                                                                                     | Aufschluss                  | Lichtenstein Gemarkung Unterhausen   | 48° 25′ 26,2″ N, 9° 15′ 3″ O    |                | Geologische Einheit: Impressamergel-Formation |
| 3608                 | Ziegelbrunnen                                                                                        | Quelle                      | Lichtenstein Gemarkung Unterhausen   | 48° 26′ 45,8″ N, 9° 17′ 26,2″ O |                | Geologische Einheit: Grenze Massenkalk-Formation Lacunosamergel-Formation                                                                         |
| 3609                 | Brudersteighöhle unterhalb u. N der Kläranlage von Göllesberg                                        | Höhle                       | Lichtenstein Gemarkung Unterhausen   | 48° 26′ 59,4″ N, 9° 17′ 58,1″ O |                | Geologische Einheit: Untere Felsenkalk-Formation Obere Felsenkalk-Formation                                                                       |
| 3610                 | Pfullinger Höhle (Hanneshöhle) ca. 1000 m ENE vom Ruoffseck                                          | Höhle                       | Lichtenstein Gemarkung Unterhausen   | 48° 25′ 35,8″ N, 9° 13′ 14,1″ O |                | Geologische Einheit: Untere Felsenkalk-Formation                                                                                                  |
| 3611                 | Stellenwaldhöhle ca. 300 m N der Alten Nebelhöhle                                                    | Höhle                       | Lichtenstein Gemarkung Unterhausen   | 48° 25′ 9,9″ N, 9° 13′ 25,1″ O  |                | Geologische Einheit: Untere Felsenkalk-Formation                                                                                                  |
| 3612                 | Aletschbühlhöhle zwischen Genkingen und Honau                                                        | Höhle                       | Lichtenstein Gemarkung Unterhausen   | 48° 24′ 20,7″ N, 9° 13′ 26,9″ O |                | Geologische Einheit: Massenkalk-Formation |
| 3613                 | Steinbruch Firma Leibfritz, Genkingen                                                                | Aufschluss                  | Lichtenstein Gemarkung Unterhausen   | 48° 24′ 54,2″ N, 9° 12′ 15,5″ O |                | Geologische Einheit: Untere Felsenkalk-Formation                                                                                                  |
| 3614                 | Goldloch ca. 1800 m W von Lichtenstein-Honau                                                         | Höhle                       | Lichtenstein Gemarkung Unterhausen   | 48° 24′ 52,3″ N, 9° 14′ 14,2″ O |                | Geologische Einheit: Untere Felsenkalk-Formation                                                                                                  |
| 3615                 | Breitensteinhöhle 1-4 ca. 1250 m NW von Schloss Lichtenstein                                         | Höhlen                      | Lichtenstein Gemarkung Unterhausen   | 48° 24′ 56,8″ N, 9° 14′ 56″ O   |                | Geologische Einheit: Untere Felsenkalk-Formation                                                                                                  |
| 3616                 | Roßberg bei Dettingen                                                                                | Landschaftselement          | Metzingen Gemarkung Glems            | 48° 30′ 58,6″ N, 9° 20′ 7,2″ O  |                | Geologische Einheit: Massenkalk-Formation |
| 3617                 | Vulkanschlot, Böschung u. aufg. Tongrube am nördlichen Teil des Metzinger Weinbergs                  | Vulkanschlot                | Metzingen                            | 48° 32′ 28,9″ N, 9° 17′ 53,3″ O |                | Geologische Einheit: siehe Schwäbischer Vulkan |
| 3618                 | Vulkanschlot Floriansberg                                                                            | Vulkanschlot                | Metzingen                            | 48° 33′ 12,5″ N, 9° 18′ 33″ O   |                | Geologische Einheit: siehe Schwäbischer Vulkan |
| 3619                 | Doline NW Mehrstetten                                                                                | Doline                      | Münsingen Gemarkung Auingen          | 48° 23′ 55,2″ N, 9° 31′ 20,2″ O |                | Geologische Einheit: Liegende Bankkalk-Formation                                                                                                  |
| 3620                 | Aufg. Steinbruch Eichhalde im Lüssental zur Großen Lauter 850 m NNW von Buttenhausen                 | Aufschluss                  | Münsingen Gemarkung Buttenhausen     | 48° 22′ 8,1″ N, 9° 28′ 30,8″ O  |                | Geologische Einheit: Untere Felsenkalk-Formation                                                                                                  |
| 3621                 | Roßbach-Ursprung                                                                                     | Quelle                      | Münsingen Gemarkung Buttenhausen     | 48° 21′ 42,9″ N, 9° 28′ 33,2″ O |                | Geologische Einheit: Untere Felsenkalk-Formation                                                                                                  |
| 3622                 | Pfarrhülbe WNW Bremelau                                                                              | Landschaftselement          | Münsingen Gemarkung Buttenhausen     | 48° 21′ 39,2″ N, 9° 30′ 11,8″ O |                | Geologische Einheit: Obere Felsenkalk-Formation                                                                                                   |
| 3623                 | Doline Neuben                                                                                        | Doline                      | Münsingen Gemarkung Dottingen        | 48° 26′ 0,6″ N, 9° 25′ 40,9″ O  |                | Geologische Einheit: Untere Felsenkalk-Formation Obere Felsenkalk-Formation                                                                       |
| 3624                 | Vulkanschlot Eisenrüttel                                                                             | Vulkanschlot                | Münsingen Gemarkung Dottingen        | 48° 26′ 5,2″ N, 9° 25′ 29,8″ O  |                | Geologische Einheit: siehe Schwäbischer Vulkan |
| 3625                 | Burgfelsen der Burgruine Hohengundelfingen mit Höhlen und Stollen                                    | Felsformation Höhlen        | Münsingen Gemarkung Gundelfingen     | 48° 19′ 24,2″ N, 9° 30′ 19,2″ O |                | Geologische Einheit: Untere Felsenkalk-Formation                                                                                                  |
| 3626                 | Plattenhöhle ca. 700 m W von Hundersingen                                                            | Höhle                       | Münsingen Gemarkung Hundersingen     | 48° 20′ 34,5″ N, 9° 28′ 44,2″ O |                | Geologische Einheit: ? |
| 3627                 | Wegböschung am nördl. Ortsausgang von Hundersingen                                                   | Aufschluss                  | Münsingen Gemarkung Hundersingen     | 48° 20′ 46,4″ N, 9° 29′ 8,1″ O  |                | Geologische Einheit: Grenzbereich Lacunosamergel-Formation Untere Felsenkalk-Formation                                                            |
| 3628                 | Hohenhundersinger Spaltenhöhle bei der Ruine Hohenhundersingen                                       | Höhle                       | Münsingen Gemarkung Hundersingen     | 48° 20′ 37,5″ N, 9° 29′ 48,3″ O |                | Geologische Einheit: Untere Felsenkalk-Formation Obere Felsenkalk-Formation                                                                       |
| 3629                 | Wegböschung an der Straße Hundersingen-Bremelau                                                      | Aufschluss                  | Münsingen Gemarkung Hundersingen     | 48° 20′ 28,4″ N, 9° 29′ 53,1″ O |                | Geologische Einheit: Massenkalk-Formation |
| 3630                 | Dolinen ca. 300 m SE von Sturrenbühl, E von Magolsheim                                               | Dolinen                     | Münsingen Gemarkung Magolsheim       | 48° 24′ 33,2″ N, 9° 37′ 22,6″ O |                | Geologische Einheit: Obere Felsenkalk-Formation                                                                                                   |
| 3631                 | Bahneinschnitt ca. 2400 m W von Münsingen an der Straße nach Marbach                                 | Aufschluss                  | Münsingen                            | 48° 24′ 30,1″ N, 9° 27′ 39,3″ O |                | Geologische Einheit: Liegende Bankkalk-Formation                                                                                                  |
| 3632                 | Doline Wolfsgarten                                                                                   | Doline                      | Münsingen                            | 48° 23′ 43,1″ N, 9° 29′ 27,3″ O |                | Geologische Einheit: Liegende Bankkalk-Formation                                                                                                  |
| 3633                 | Wegböschung eines Waldwegs nach S zum Hummelberg, 1000 m WNW von Seeburg                             | Aufschluss                  | Münsingen Gemarkung Rietheim         | 48° 26′ 52,9″ N, 9° 26′ 27,6″ O |                | Geologische Einheit: Untere Felsenkalk-Formation                                                                                                  |
| 3634                 | Doline NE Aichelau                                                                                   | Aufschluss                  | Pfronstetten Gemarkung Aichelau      | 48° 17′ 40,3″ N, 9° 23′ 55,8″ O |                | Geologische Einheit: Massenkalk-Formation |
| 3635                 | Vulkanschlot Georgenberg S von Reutlingen                                                            | Vulkanschlot                | Pfullingen                           | 48° 28′ 16,1″ N, 9° 12′ 40,7″ O |                | Geologische Einheit: siehe Schwäbischer Vulkan |
| 3636                 | Steinbruch 4500 m SSW von Pfullingen                                                                 | Aufschluss                  | Pfullingen                           | 48° 25′ 39,2″ N, 9° 12′ 30,3″ O |                | Geologische Einheit: Wohlgeschichtete Kalk-Formation                                                                                              |
| 3637                 | Aufg. Steinbruch Baurenwald ca. 1200 m S von Rübgarten                                               | Aufschluss                  | Pliezhausen Gemarkung Rübgarten      | 48° 33′ 17,5″ N, 9° 10′ 23,9″ O |                | Geologische Einheit: Stubensandstein |
| 3638                 | Bachriss/-klinge Wolfsloch zum Breitenbach ca. 2600 m S vom Friedrich-List-Hof S von Reutlingen      | Landschaftselement          | Reutlingen Gemarkung Gönningen       | 48° 27′ 7,8″ N, 9° 10′ 4,6″ O   |                | Geologische Einheit: Grenze Ludwigienton-Formation Wedelsandstein-Formation                                                                       |
| 3639                 | Bachböschung eines Seitenbachs zum Breitenbach ca. 3000 m S vom Friedrich-List-Hof                   | Aufschluss                  | Reutlingen Gemarkung Gönningen       | 48° 27′ 1″ N, 9° 10′ 6,6″ O     |                | Geologische Einheit: Wedelsandstein-Formation |
| 3640                 | Tuffterrassen im oberen Wiesaztal ca. 1700 m NNW der Ortsmitte von Genkingen                         | Landschaftselement          | Reutlingen Gemarkung Gönningen       | 48° 25′ 31,2″ N, 9° 10′ 43,2″ O |                | Geologische Einheit: Kalktuff-Terrasse |
| 3641                 | Aufg. Steinbruch an der Genkinger Steige ca. 1500 m NNW der Ortsmitte von Genkingen                  | Aufschluss                  | Reutlingen Gemarkung Gönningen       | 48° 25′ 13,1″ N, 9° 10′ 48″ O   |                | Geologische Einheit: Wohlgeschichtete Kalk-Formation                                                                                              |
| 3642                 | Roßberg 1500 m S von Gönningen                                                                       | Landschaftselement          | Reutlingen Gemarkung Gönningen       | 48° 25′ 3,9″ N, 9° 8′ 34,3″ O   |                | Geologische Einheit: Untere Felsenkalk-Formation Zeugenberg                                                                                       |
| 3643                 | Ramstelquelle NE von Genkingen                                                                       | Quelle                      | Reutlingen Gemarkung Gönningen       | 48° 25′ 18,1″ N, 9° 12′ 20,5″ O |                | Geologische Einheit: ? |
| 3644                 | Aufg. Steinbruch Steinerner Gaul am Neckarprallhang zwischen Ofterdingen und Mittelstadt             | Aufschluss                  | Reutlingen Gemarkung Mittelstadt     | 48° 33′ 10,7″ N, 9° 13′ 16″ O   |                | Geologische Einheit: Stubensandstein |
| 3645                 | Aufg. Steinbruch im östl. Ortsbereich von Ohmenhausen                                                | Aufschluss                  | Reutlingen Gemarkung Ohmenhausen     | 48° 28′ 38,5″ N, 9° 8′ 38,3″ O  |                | Geologische Einheit: Numismalismergel-Formation                                                                                                   |
| 3646                 | Straßenböschung ca. 1200 m SE von Ohmenhausen                                                        | Aufschluss                  | Reutlingen Gemarkung Ohmenhausen     | 48° 28′ 22,9″ N, 9° 9′ 16,2″ O  |                | Geologische Einheit: Posidonienschiefer-Formation                                                                                                 |
| 3647                 | Aufg. Tongrube Schieferbuckel im Stadtgebiet von Reutlingen-Betzingen nördlich der Stadtkerntangente | Aufschluss                  | Reutlingen Gemarkung Betzingen       | 48° 30′ 3,4″ N, 9° 11′ 53,9″ O  |                | Geologische Einheit: Amaltheenton-Formation |
| 3648                 | Böschung im Spitalwald ca. 1700 m NE von Bronnweiler                                                 | Aufschluss                  | Reutlingen                           | 48° 27′ 25,9″ N, 9° 9′ 32,1″ O  |                | Geologische Einheit: Wedelsandstein-Formation |
| 3649                 | Aufg. Steinbruch im Stadtgebiet von Reutlingen-Betzingen (Industriegebiet)                           | Aufschluss                  | Reutlingen Gemarkung Betzingen       | 48° 29′ 52″ N, 9° 12′ 7″ O      |                | Geologische Einheit: Posidonienschiefer-Formation                                                                                                 |
| 3650                 | Wasserfall im Bachbett des Breitenbachs ca. 700 m NNE vom Friedrich-List-Hof                         | Wasserfall                  | Reutlingen                           | 48° 28′ 49,4″ N, 9° 10′ 39,3″ O |                | Geologische Einheit: Numismalismergel-Formation                                                                                                   |
| 3651                 | Achalm E von Reutlingen                                                                              | Landschaftselement          | Reutlingen                           | 48° 29′ 39,1″ N, 9° 14′ 37,9″ O |                | Geologische Einheit: Mitteljura Zeugenberg |
| 3652                 | Prallhang des Breitenbachs ca. 1200 m S des Friedrich-List-Hofs                                      | Aufschluss                  | Reutlingen                           | 48° 27′ 54,7″ N, 9° 10′ 21,4″ O |                | Geologische Einheit: Opalinuston-Formation |
| 3653                 | Prallhang und Wasserfälle des Breitenbachs ca. 1900 m SSW vom Friedrich-List-Hof                     | Aufschluss                  | Reutlingen                           | 48° 27′ 31,4″ N, 9° 10′ 13″ O   |                | Geologische Einheit: Ludwigienton-Formation |
| 3654                 | Wegböschung oberhalb des Breitenbachs ca. 2500 m S vom Friedrich-List-Hof                            | Aufschluss                  | Reutlingen                           | 48° 27′ 12,9″ N, 9° 10′ 6,1″ O  |                | Geologische Einheit: Wedelsandstein-Formation |
| 3655                 | Aufg. Steinbruch Rötwald ca. 2100 m WSW vom Georgenberg                                              | Aufschluss                  | Reutlingen                           | 48° 27′ 37,5″ N, 9° 11′ 5,6″ O  |                | Geologische Einheit: Wedelsandstein-Formation Blaukalk                                                                                            |
| 3656                 | Breitenbach - Gebiet Heckwiesen                                                                      | Aufschluss                  | Reutlingen                           | 48° 29′ 25,7″ N, 9° 10′ 11,4″ O |                | Geologische Einheit: Numismalismergel-Formation                                                                                                   |
| 3657                 | Breitenbach-Lumppenhof                                                                               | Aufschluss                  | Reutlingen                           | 48° 29′ 10,8″ N, 9° 10′ 13,8″ O |                | Geologische Einheit: Numismalismergel-Formation Störungszone                                                                                      |
| 3658                 | Vulkanschlot Scheuerlesbach SW Reutlingen                                                            | Vulkanschlot                | Reutlingen                           | 48° 28′ 56,9″ N, 9° 10′ 5″ O    |                | Geologische Einheit: siehe Schwäbischer Vulkan |
| 3659                 | Gassenbrunnen                                                                                        | Quelle                      | Reutlingen Gemarkung Sickenhausen    | 48° 32′ 4,4″ N, 9° 10′ 57,8″ O  |                | Geologische Einheit: Angulatensandstein-Formation Arietenkalk-Formation                                                                           |
| 3660                 | Bachbett des Breitenbachs ca. 100 m vom Bahnhof Betzingen im Stadtgebiet                             | Aufschluss                  | Reutlingen Gemarkung Betzingen       | 48° 29′ 46,7″ N, 9° 10′ 26,1″ O |                | Geologische Einheit: Angulatensandstein-Formation                                                                                                 |
| 3661                 | Wasserfall des Breitenbachs ca. 750 m SW vom Bahnhof Betzingen                                       | Wasserfall                  | Reutlingen Gemarkung Betzingen       | 48° 29′ 25,7″ N, 9° 10′ 11,4″ O |                | Geologische Einheit: Numismalismergel-Formation                                                                                                   |
| 3662                 | Prallhang des Reichenbachs E von Reutlingen-Sondelfingen                                             | Aufschluss                  | Reutlingen Gemarkung Sondelfingen    | 48° 30′ 24,8″ N, 9° 14′ 39,8″ O |                | Geologische Einheit: Posidonienschiefer-Formation                                                                                                 |
| 3663                 | Weidenbrünnele im Gewann Schachen ca. 2500 m ENE von Hengen                                          | Doline                      | Römerstein Gemarkung Böhringen       | 48° 29′ 27,8″ N, 9° 29′ 44,8″ O |                | Geologische Einheit: ? Status: geschützt (Naturdenkmal Weidenbrünnele)                                                                            |
| 3664                 | Aufg. Steinbruch und Böhringer Steinbruchhöhle S von Wiesensteig am Oberhang des Bettelhau           | Höhle                       | Römerstein Gemarkung Böhringen       | 48° 30′ 6,9″ N, 9° 31′ 20,1″ O  |                | Geologische Einheit: Untere Felsenkalk-Formation                                                                                                  |
| 3665                 | Langenhaldenhöhle im oberen Brucktal ca. 200 m SW von Aglishardt                                     | Höhle                       | Römerstein Gemarkung Böhringen       | 48° 28′ 23,3″ N, 9° 29′ 49,5″ O |                | Geologische Einheit: Massenkalk-Formation |
| 3666                 | Aufschluss E vom Pkt. 862 WNW von Donnstetten                                                        | Aufschluss                  | Römerstein Gemarkung Donnstetten     | 48° 31′ 8,2″ N, 9° 33′ 13,8″ O  |                | Geologische Einheit: Tuffbrekzie |
| 3667                 | Höchste Stelle ca. 1000 m NW von Donnstetten                                                         | Landschaftselement          | Römerstein Gemarkung Donnstetten     | 48° 30′ 48,7″ N, 9° 34′ 32,1″ O |                | Geologische Einheit: Massenkalk-Formation |
| 3668                 | Senke N von Donnstetten                                                                              | Vulkanschlot                | Römerstein Gemarkung Donnstetten     | 48° 31′ 7,2″ N, 9° 34′ 9,4″ O   |                | Geologische Einheit: siehe Schwäbischer Vulkan |
| 3669                 | Doline und Höhle ca. 1900 m ENE der Ortsmitte von Zainingen                                          | Doline                      | Römerstein Gemarkung Zainingen       | 48° 29′ 30,2″ N, 9° 34′ 3,9″ O  |                | Geologische Einheit: Untere Felsenkalk-Formation                                                                                                  |
| 3670                 | Hölloch im Ortsbereich von Zainingen                                                                 | Doline                      | Römerstein Gemarkung Zainingen       | 48° 29′ 0,7″ N, 9° 32′ 51″ O    |                | Geologische Einheit: ? |
| 3671                 | Gruppenlochfelsen mit Felsnische ca. 1100 m NNW von Erpfingen                                        | Felsformation               | Sonnenbühl Gemarkung Erpfingen       | 48° 21′ 35,8″ N, 9° 11′ 17,9″ O |                | Geologische Einheit: Untere Felsenkalk-Formation                                                                                                  |
| 3672                 | Steinbruch 1000 m ESE von Erpfingen                                                                  | Aufschluss                  | Sonnenbühl Gemarkung Erpfingen       | 48° 20′ 46,2″ N, 9° 12′ 32,5″ O |                | Geologische Einheit: Liegende Bankkalk-Formation                                                                                                  |
| 3673                 | Burghöhle unterh. der Ruine Hohenerpfingen SW oberh. von Erpfingen                                   | Höhle                       | Sonnenbühl Gemarkung Erpfingen       | 48° 20′ 52,8″ N, 9° 11′ 10″ O   |                | Geologische Einheit: Untere Felsenkalk-Formation                                                                                                  |
| 3674                 | Straßenböschung 550 m SE der Talmühle an der Genkinger Steige                                        | Aufschluss                  | Sonnenbühl Gemarkung Genkingen       | 48° 24′ 55,6″ N, 9° 10′ 51,9″ O |                | Geologische Einheit: Übergang Wohlgeschichtete Kalk-Formation Lacunosamergel-Formation                                                            |
| 3675                 | Straßenböschung 900 m S der Talmühle an der Genkinger Steige                                         | Aufschluss                  | Sonnenbühl Gemarkung Genkingen       | 48° 24′ 44″ N, 9° 10′ 45,5″ O   |                | Geologische Einheit: Lacunosamergel-Formation |
| 3676                 | Steinbruch im Auchert 1600 m ENE von Genkingen                                                       | Aufschluss                  | Sonnenbühl Gemarkung Genkingen       | 48° 24′ 51,7″ N, 9° 12′ 16,5″ O |                | Geologische Einheit: Untere Felsenkalk-Formation                                                                                                  |
| 3677                 | Aufg. Steinbruch Schartberg N der Straße Genkingen-Münsingen, östl. der Abzweigung nach Pfullingen   | Aufschluss                  | Sonnenbühl Gemarkung Genkingen       | 48° 24′ 30,9″ N, 9° 12′ 17,9″ O | weitere Bilder | Geologische Einheit: Untere Felsenkalk-Formation                                                                                                  |
| 3678                 | Aufschlüsse Genkinger Steige 1 - 3                                                                   | Aufschluss                  | Sonnenbühl Gemarkung Genkingen       | 48° 25′ 2,1″ N, 9° 10′ 54,8″ O  |                | Geologische Einheit: Wohlgeschichtete Kalk-Formation                                                                                              |
| 3679                 | Weilerbrunnen                                                                                        | Quelle                      | Sonnenbühl Gemarkung Genkingen       | 48° 24′ 33,7″ N, 9° 10′ 10″ O   | weitere Bilder | Geologische Einheit: Grenze Massenkalk-Formation Lacunosamergel-Formation                                                                         |
| 3680                 | Wiezazquelle im NW Ortsbereich von Genkingen                                                         | Quelle                      | Sonnenbühl Gemarkung Genkingen       | 48° 24′ 29,1″ N, 9° 10′ 47,9″ O |                | Geologische Einheit: Grenze Impressamergel-Formation Wohlgeschichtete Kalk-Formation                                                              |
| 3681                 | Höhle ca. 200 m NE der Ruine Hohengenkingen                                                          | Höhle                       | Sonnenbühl Gemarkung Undingen        | 48° 24′ 6,9″ N, 9° 12′ 31,4″ O  |                | Geologische Einheit: Untere Felsenkalk-Formation                                                                                                  |
| 3682                 | Steinbruch Heinz unmittelbar N von Willmandingen                                                     | Aufschluss                  | Sonnenbühl Gemarkung Willmandingen   | 48° 23′ 22,5″ N, 9° 8′ 57,8″ O  |                | Geologische Einheit: Untere Felsenkalk-Formation                                                                                                  |
| 3683                 | Aufg. Steinbruch und Gächinger Steinbruchhöhle ca. 1300 m SSW von Gächingen                          | Aufschluss Höhle            | St. Johann Gemarkung Gächingen       | 48° 25′ 17,2″ N, 9° 22′ 25,8″ O |                | Geologische Einheit: Massenkalk-Formation |
| 3684                 | Doline Sautal                                                                                        | Doline                      | St. Johann Gemarkung Lonsingen       | 48° 24′ 39,4″ N, 9° 21′ 33,7″ O |                | Geologische Einheit: Untere Felsenkalk-Formation Obere Felsenkalk-Formation                                                                       |
| 3685                 | Vulkanschlot, Quelle Auentalbrunnen und Doline ca. 2500 m ENE von Gächingen                          | Vulkanschlot Quelle Doline  | St. Johann Gemarkung Upfingen        | 48° 26′ 32,1″ N, 9° 24′ 39,2″ O |                | Geologische Einheit: siehe Schwäbischer Vulkan |
| 3686                 | Vulkanschlot Eulenbrunnen im Gewann Eulenwiesen ca. 600 m SSW vom Fohlenhof                          | Vulkanschlot Quelle         | St. Johann Gemarkung Würtingen       | 48° 29′ 6,5″ N, 9° 20′ 26,4″ O  |                | Geologische Einheit: siehe Schwäbischer Vulkan |
| 3687                 | Jungholzschacht (Kuhloch) NE von Göllesberg                                                          | Höhle                       | St. Johann Gemarkung Würtingen       | 48° 27′ 7,4″ N, 9° 18′ 27,4″ O  |                | Geologische Einheit: Untere Felsenkalk-Formation Obere Felsenkalk-Formation                                                                       |
| 3688                 | Doline Bettelmannsloch an der Blattgrenze ca. 5500 m ESE von Ringingen                               | Doline                      | Trochtelfingen Gemarkung Hausen      | 48° 18′ 20,7″ N, 9° 9′ 48,8″ O  |                | Geologische Einheit: Untere Felsenkalk-Formation                                                                                                  |
| 3689                 | Doline Lindenäcker ca. 1100 m ENE von Hausen an der Lauchert                                         | Doline                      | Trochtelfingen Gemarkung Hausen      | 48° 18′ 26,6″ N, 9° 12′ 28,3″ O |                | Geologische Einheit: Untere Felsenkalk-Formation                                                                                                  |
| 3690                 | Michelbrunnen im Laucherttal ca. 2300 m NNE von Mägerkingen                                          | Quelle                      | Trochtelfingen Gemarkung Hausen      | 48° 17′ 48,2″ N, 9° 11′ 41,3″ O |                | Geologische Einheit: Grenzbereich Untere Felsenkalk-Formation Obere Felsenkalk-Formation                                                          |
| 3691                 | Bohnerzgrubenfeld im Wald 2000 m NW von Harthausen                                                   | Landschaftselement          | Trochtelfingen Gemarkung Mägerkingen | 48° 16′ 44,3″ N, 9° 15′ 31″ O   |                | Geologische Einheit: Massenkalk-Formation ehem. Bohnerzabbau                                                                                      |
| 3692                 | Doline Starenloch im Wald 180 m NW der Straße Wilsingen-Oberstetten                                  | Doline                      | Trochtelfingen Gemarkung Steinhilben | 48° 17′ 39,9″ N, 9° 19′ 46,9″ O |                | Geologische Einheit: Untere Felsenkalk-Formation Obere Felsenkalk-Formation                                                                       |
| 3693                 | Seckachquellen ca. 500 m NNE von Trochtelfingen                                                      | Quellen                     | Trochtelfingen                       | 48° 19′ 0,6″ N, 9° 14′ 56,7″ O  |                | Geologische Einheit: Untere Felsenkalk-Formation                                                                                                  |
| 3694                 | Höhle im Waldgebiet Rehbuch ca. 2300 m NW von Pfronstetten                                           | Höhle                       | Trochtelfingen Gemarkung Wilsingen   | 48° 17′ 46,6″ N, 9° 20′ 34,5″ O |                | Geologische Einheit: Untere Felsenkalk-Formation                                                                                                  |
| 3695                 | Aufg. Steinbruch bei Gauingen                                                                        | Aufschluss                  | Zwiefalten Gemarkung Gauingen        | 48° 14′ 15,4″ N, 9° 25′ 59,3″ O |                | Geologische Einheit: Obere Süßwassermolasse |
| 3696                 | Tobeltalhöhle im vorderen Tobeltal WSW von Zwiefalten                                                | Höhle                       | Zwiefalten                           | 48° 13′ 36,4″ N, 9° 26′ 49,8″ O |                | Geologische Einheit: ? |
| 3697                 | Kesselquelle im Tobeltal wenig W von Zwiefalten                                                      | Quelle                      | Zwiefalten                           | 48° 13′ 46,9″ N, 9° 27′ 14,2″ O |                | Geologische Einheit: ? |
| 3698                 | Wegböschung Ganstal gegenüber dem Wasserbehälter 220 m N vom P. 544,9 am N-Rand von Baach            | Aufschluss                  | Zwiefalten                           | 48° 13′ 48,1″ N, 9° 29′ 5,4″ O  |                | Geologische Einheit: Hangende Bankkalk-Formation Bolustone                                                                                        |
| 3699                 | Steinbruch 750 m SE von Baach an der Straße nach Zwiefalten                                          | Aufschluss                  | Zwiefalten                           | 48° 13′ 18″ N, 9° 29′ 10,2″ O   |                | Geologische Einheit: Hangende Bankkalk-Formation                                                                                                  |
| 3700                 | Aufg. Steinbruch SE Zwiefalten                                                                       | Aufschluss                  | Zwiefalten                           | 48° 13′ 17,8″ N, 9° 29′ 11,1″ O |                | Geologische Einheit: Hangende Bankkalk-Formation                                                                                                  |
| 4498                 | Straßenböschung 400 m ESE der Talmühle an der Genkinger Steige                                       | Aufschluss                  | Sonnenbühl Gemarkung Genkingen       | 48° 24′ 58,8″ N, 9° 10′ 55,3″ O |                | Geologische Einheit: Wohlgeschichtete Kalk-Formation                                                                                              |